# Redmi

Redmi é uma marca de smartphones fabricada pela fabricante chinesa de tecnologia Xiaomi (小米科技), anunciada primeiramente em julho de 2013 como um modelo, que em janeiro de 2019 foi transformado e lançado como uma submarca. Esta engloba aparelhos de entrada, intermediários e intermediários premium e, usam a interface MIUI baseado no sistema Android.

## História

### 2013
Em 2013, ocorreu o lançamento do celular Xiaomi Redmi via site da empresa, com início das vendas ao público em 12 de julho do mesmo ano.

### 2014
Em 13 de março de 2014, os telefones Redmi foram divulgados para serem vendidos, somente em Singapura, oito minutos depois de serem entregues aos consumidores no site da Xiaomi. A crítica sobre o lançamento dos telefones Redmi incluiu a noção de que a empresa pode estar exagerando suas vendas, liberando-as em pequenos estoques, fazendo com que elas se esgotem rapidamente.
Em 4 de agosto de 2014, o Wall Street Journal informou que no mercado de smartphones na China a Xiaomi ultrapassou a Samsung no segundo trimestre do ano fiscal de 2014 com uma quota de mercado de 14%, enquanto a Samsung registrou quota de mercado de doze por cento durante este período. Além disso, a Yulong e a Lenovo tiveram quota de mercado de doze por cento nesta ocasião. Por outro lado, no primeiro trimestre de 2014, a Xiaomi detinha uma quota de mercado de 10,7%.

### 2015
O Redmi Note 3 foi lançado em 24 de novembro de 2015, ao contrário do seu antecessor, não tem bateria removível nem slot para microSD. Ele é baseado no processador MediaTek Helio X10 com oito núcleos operando a 2 GHz, com o GPU PowerVR G6200. A versão Snapdragon do telefone, lançada no mesmo ano, assente no Snapdragon 650 e traz de volta o suporte microSD.

### 2016
Em julho de 2016, os artistas chineses - Liu Shishi, Wu Xiubo e Liu Haoran se tornaram os primeiros embaixadores da série Redmi da Xiaomi na China. Redmi Pro apareceu como linha Pro na série Redmi.
Em 25 de agosto de 2016, a Xiaomi revelou o Redmi Note 4. O Redmi Note 4 é alimentado pelo processador deca-core Helio X20, da MediaTek, à 2,1 GHz. O dispositivo também tem 2 GB de memória RAM e oferece 16 GB de armazenamento interno. O Redmi Note 4 possui uma tela em alta definição máxima de 5,5 polegadas e possui uma câmera principal de 13 megapixels e uma câmera frontal de 5 megapixels. Ele roda o Android 5.1 Lollipop e conta com uma bateria de 4100 mAh.
Em novembro de 2016, a Xiaomi lança seu novo smartphone de baixo custo, o Redmi 4. Ele tem corpo de policarbonato, suporta dual-SIM e é executado na MIUI 8, baseada no Android 6.0.1 Marshmallow. O Redmi 4 ostenta uma tela de 5 polegadas com uma resolução de 720x1280 pixels, alimentado por um processador quad-core de 1,4 GHz e 2 GB de memória RAM.

### 2017
Em janeiro de 2017, o Xiaomi Redmi 4x baseado no chipset Qualcomm Snapdragon 625 tornou-se o primeiro grande lançamento da companhia em 2017. É uma versão atualizada do Redmi Note 4 lançado anteriormente, baseado no chipset Helio X20, MediaTek. O dispositivo também é conhecido como Redmi Note 4 em regiões onde o Redmi Note 4 original não foi lançado.
Em dezembro de 2017, a Xiaomi revela o Redmi 5 e o Redmi 5 Plus. Eles são os primeiros smartphones da série Redmi que usam uma proporção de tela de 18:9. O Redmi 5 começa a ser vendido com o preço a partir de 799 renminbis e a versão Plus a partir de 999 renminbis. O lançamento na União Europeia foi definido para janeiro de 2018, pelos preços de 170 euros e 215 euros para Redmi 5 e para Redmi 5 Plus, respectivamente.

### 2018
Em Fevereiro de 2018, o celular Xiaomi Redmi Note 5 foi lançado e tem uma ficha técnica interessante. Conta com uma câmera de 12 MP + 5 MP, além de 13 MP para capturar as famosas selfies. Seguindo com as especificações, ele também é equipado com 3 GB, 4 GB ou 6 GB de RAM, memória interna de 32 GB ou 64 GB e o processador Qualcomm Snapdragon 636 (SDM636). Rodando o sistema operacional Android 8.0 Oreo.

### 2019
No começo de 2019, foi lançada a submarca Redmi, trazendo o Redmi Note 7, que foi lançado com diversas especificações bem acima do nível dos concorrentes da linha intermediária de smartphones, dos quais destacam-se: 3 ou 4 GB de RAM, memória interna de 32, 64 ou 128 GB, equipado com processador octa-core e com tela Full HD+, sem falar, claro, na câmera traseira dupla de 48 MP e 5 MP.
Já no final do ano, o lançamento da linha Note 8 solidificou mais a presença dos modelos da linha Note, principalmente nos mercados brasileiro e indiano, trazendo 3 modelos diferentes: Redmi Note 8, Redmi Note 8 T e o Redmi Note 8 Pro. A diferença entre o modelo mais básico (Note 8) e o mais avançado (Note 8 Pro), está presente em câmera, processamento e memória de processamento. Graças ao leque de aparelhos lançados em menos de um ano, a Xiaomi, proprietária da marca Redmi, consolidou-se cada vez mais no mercado e caiu no gosto dos consumidores.

### 2020
Em março de 2020 foram lançados no mercado indiano os Redmi Note 9 Pro e Pro Max com versões de 4/6/8 gb de ram e 64/128 gb de armazenamento, além de uma bateria de 5020 mAh com carregador de 33 w na versão "Pro Max".

## Lista de Modelos

### Redmi
| Modelo                                | Data de lançamento | Tipo de tela                           | Tamanho da tela | Resolução da tela                   | Suporte 5G | SoC | GPU                                                              | RAM                           | Armazenamento interno                         | Câmera                                                                             | Câmera       | Bateria           | Sistema operacional     | Sistema operacional                                    |
| Modelo                                | Data de lançamento | Tipo de tela                           | Tamanho da tela | Resolução da tela                   | Suporte 5G | SoC | GPU                                                              | RAM                           | Armazenamento interno                         | Traseira                                                                           | Frontal      | Bateria           | Inicial                 | Atual                                                  |
| ------------------------------------- | ------------------ | -------------------------------------- | --------------- | ----------------------------------- | ---------- | --- | ---------------------------------------------------------------- | ----------------------------- | --------------------------------------------- | ---------------------------------------------------------------------------------- | ------------ | ----------------- | ----------------------- | ------------------------------------------------------ |
| Redmi 1                               | julho de 2013      | IPS LCD                                | 4.7"            | 720 x 1280 px (HD, ~312 ppi)        | Não        | MediaTek MT6589T 4x 1.5 GHz Cortex-A7 | PowerVR SGX544 @357 MHz                                          | 1 GB (LPDDR2)                 | 4 GB (eMMC 2.0)                               | 8 MP, f/2.2                                                                        | 1.3 MP       | 2000 mAh (Li-Ion  | Android 4.2.2 (MIUI V5) | Android 4.4.2 (MIUI 9)                                 |
| Redmi 1S                              | maio de 2014       | IPS LCD Asahi Dragontrail Glass        | 4.7"            | 720 x 1280 px (HD, ~312 ppi)        | Não        | Qualcomm Snapdragon 400 4x 1.6 GHz Cortex-A7 | Adreno 305 @400 MHz                                              | 1 GB (LPDDR3)                 | 8 GB (eMMC 4.2)                               | 8 MP, f/2.2                                                                        | 1.6 MP       | 2000 mAh (Li-Ion  | Android 4.3 (MIUI V5)   | Android 4.4.4 (MIUI 9)                                 |
| Redmi 1S 4G                           | agosto de 2014     | IPS LCD                                | 4.7"            | 720 x 1280 px (HD, ~312 ppi)        | Não        | MediaTek MT6582 4x 1.3 GHz Cortex-A7 | Mali-400 MP2 @500 MHz                                            | 1 GB (LPDDR3)                 | 8 GB (eMMC 4.2)                               | 8 MP, f/2.2                                                                        | 1.6 MP       | 2200 mAh          | Android 4.4.2 (MIUI V5) | Android 4.4.2 (MIUI 9)                                 |
|                                       |                    |                                        |                 |                                     |            | |                                                                  |                               |                                               |                                                                                    |              |                   |                         |                                                        |
| Redmi 2                               | janeiro de 2015    | IPS LCD Corning Gorilla Glass 2        | 4.7"            | 720 x 1280 px (HD, ~312 ppi)        | Não        | Qualcomm Snapdragon 410 4x 1.2 GHz Cortex-A53 | Adreno 306 @450 MHz                                              | 1 GB 2 GB (LPDDR3)            | 8 GB 16 GB (eMMC 4.5)                         | 8 MP, f/2.2                                                                        | 2 MP         | 2200 mAh (Li-Po)  | Android 4.4.4 (MIUI 6)  | Android 4.4.4 (MIUI 9)                                 |
| Redmi 2A                              | abril de 2015      | IPS LCD                                | 4.7"            | 720 x 1280 px (HD, ~312 ppi)        | Não        | Leadcore LC1860C 4x 1.5 GHz Cortex-A7 | Mali-T628 MP2 @600 MHz                                           | 1 GB                          | 8 GB                                          | 8 MP, f/2.2                                                                        | 2 MP         | 2200 mAh (Li-Ion) | Android 4.4.4 (MIUI 6)  | Android 5.0 (MIUI 9)                                   |
| Redmi 2A Enhanced Edition             | novembro de 2015   | IPS LCD                                | 4.7"            | 720 x 1280 px (HD, ~312 ppi)        | Não        | Leadcore LC1860C 4x 1.5 GHz Cortex-A7 | Mali-T628 MP2 @600 MHz                                           | 2 GB (LPDDR3)                 | 16 GB (eMMC 5.0)                              | 8 MP, f/2.2                                                                        | 2 MP         | 2200 mAh (Li-Ion) | Android 4.4.4 (MIUI 6)  | Android 5.0 (MIUI 9)                                   |
| Redmi 2 Prime                         | novembro de 2015   | IPS LCD                                | 4.7"            | 720 x 1280 px (HD, ~312 ppi)        | Não        | Qualcomm Snapdragon 410 4x 1.2 GHz Cortex-A53 | Adreno 306 @450 MHz                                              | 2 GB (LPDDR3)                 | 16 GB (eMMC 5.0)                              | 8 MP, f/2.2                                                                        | 2 MP         | 2200 mAh (Li-Po)  | Android 4.4.4 (MIUI 6)  | Android 5.1.1 (MIUI 9)                                 |
|                                       |                    |                                        |                 |                                     |            | |                                                                  |                               |                                               |                                                                                    |              |                   |                         |                                                        |
| Redmi 3                               | janeiro de 2016    | IPS LCD                                | 5"              | 720 x 1280 px (HD, ~294 ppi)        | Não        | Qualcomm Snapdragon 616 4x 1.7 GHz Cortex-A53 + 4x 1.2 GHz Cortex-A53 | Adreno 405 @550 MHz                                              | 2 GB (LPDDR3)                 | 16 GB (eMMC 4.5)                              | 13 MP, f/2.0                                                                       | 5 MP, f/2.2  | 4100 mAh (Li-Ion) | Android 5.1.1 (MIUI 7)  | Android 5.1.1 (MIUI 9)                                 |
| Redmi 3 Prime                         | janeiro de 2016    | IPS LCD                                | 5"              | 720 x 1280 px (HD, ~294 ppi)        | Não        | Qualcomm Snapdragon 616 4x 1.7 GHz Cortex-A53 + 4x 1.2 GHz Cortex-A53 | Adreno 405 @550 MHz                                              | 3 GB (LPDDR3)                 | 32 GB                                         | 13 MP, f/2.0                                                                       | 5 MP, f/2.2  | 4100 mAh (Li-Ion) | Android 5.1.1 (MIUI 7)  | Android 5.1.1 (MIUI 9)                                 |
| Redmi 3S                              | junho de 2016      | IPS LCD                                | 5"              | 720 x 1280 px (HD, ~294 ppi)        | Não        | Qualcomm Snapdragon 430 8x 1.4 GHz Cortex-A53 | Adreno 505 @450 MHz                                              | 2 GB (LPDDR3)                 | 16 GB (eMMC 5.1)                              | 13 MP, f/2.0                                                                       | 5 MP, f/2.2  | 4100 mAh (Li-Ion) | Android 6.0.1 (MIUI 7)  | Android 6.0.1 (MIUI 10)                                |
| Redmi 3X                              | julho de 2016      | IPS LCD                                | 5"              | 720 x 1280 px (HD, ~294 ppi)        | Não        | Qualcomm Snapdragon 430 8x 1.4 GHz Cortex-A53 | Adreno 505 @450 MHz                                              | 2 GB (LPDDR3)                 | 32 GB (eMMC 5.1)                              | 13 MP, f/2.0                                                                       | 5 MP, f/2.2  | 4100 mAh (Li-Ion) | Android 6.0.1 (MIUI 7)  | Android 6.0.1 (MIUI 10)                                |
| Redmi 3S Prime                        | agosto de 2016     | IPS LCD                                | 5"              | 720 x 1280 px (HD, ~294 ppi)        | Não        | Qualcomm Snapdragon 430 8x 1.4 GHz Cortex-A53 | Adreno 505 @450 MHz                                              | 3 GB (LPDDR3)                 | 32 GB (eMMC 5.1)                              | 13 MP, f/2.0                                                                       | 5 MP, f/2.2  | 4100 mAh (Li-Ion) | Android 6.0.1 (MIUI 7)  | Android 6.0.1 (MIUI 10)                                |
|                                       |                    |                                        |                 |                                     |            | |                                                                  |                               |                                               |                                                                                    |              |                   |                         |                                                        |
| Redmi Pro                             | agosto de 2016     | AMOLED                                 | 5.5"            | 1080 x 1920 px (Full HD, ~401 ppi)  | Não        | MediaTek Helio X20 / Helio X25 Helio x20: 2x 2.1 GHz Cortex-A72 + 4x 1.85 GHz Cortex-A53 + 4x 1.4 GHz Cortex-A53 Helio x25: 2x 2.5 GHz Cortex-A72 + 4x 2.0 GHz Cortex-A53 + 4x 1.55 GHz Cortex-A53 | Mali-T880 MP4 @780 Mhz (x20) @850 MHz (x25)                      | 3 GB 4 GB (LPDDR3)            | 32 GB 64 GB 128 GB (eMMC 5.1)                 | 13 MP, f/2.0 + 5 MP, f/2.4 (depth)                                                 | 5 MP, f/2.0  | 4050 mAh (Li-Ion) | Android 6.0 (MIUI 8)    | Android 6.0 (MIUI 10)                                  |
|                                       |                    |                                        |                 |                                     |            | |                                                                  |                               |                                               |                                                                                    |              |                   |                         |                                                        |
| Redmi 4A                              | novembro de 2016   | IPS LCD                                | 5"              | 720 x 1280 px (HD, ~296 ppi)        | Não        | Qualcomm Snapdragon 425 4x 1.4 GHz Cortex-A53 | Adreno 308 @500 MHz                                              | 2 GB 3 GB (LPDDR3)            | 16 GB 32 GB (eMMC 5.1)                        | 13 MP, f/2.2                                                                       | 5 MP, f/2.2  | 3120 mAh (Li-Ion) | Android 6.0.1 (MIUI 8)  | Android 6.0.1 (China) Android 7.1.2 (Global) (MIUI 10) |
| Redmi 4                               | novembro de 2016   | IPS LCD                                | 5"              | 720 x 1280 px (HD, ~296 ppi)        | Não        | Qualcomm Snapdragon 430 8x 1.4 GHz Cortex-A53 | Adreno 505 @450 MHz                                              | 2 GB (LPDDR3)                 | 16 GB (eMMC 5.1)                              | 13 MP, f/2.2                                                                       | 5 MP, f/2.2  | 4100 mAh (Li-Po)  | Android 6.0.1 (MIUI 8)  | Android 6.0.1 (MIUI 10)                                |
| Redmi 4 Prime/Pro                     | novembro de 2016   | IPS LCD                                | 5"              | 1080 x 1920 px (Full HD, ~441 ppi)  | Não        | Qualcomm Snapdragon 625 8x 2.0 GHz Cortex-A53 | Adreno 506 @650 MHz                                              | 3 GB (LPDDR3)                 | 32 GB (eMMC 5.1)                              | 13 MP, f/2.2                                                                       | 5 MP, f/2.2  | 4100 mAh (Li-Po)  | Android 6.0.1 (MIUI 8)  | Android 6.0.1 (MIUI 10)                                |
| Redmi 4X                              | março de 2017      | IPS LCD Corning Gorilla Glass          | 5"              | 720 x 1280 px (HD, ~294 ppi)        | Não        | Qualcomm Snapdragon 435 8x 1.4 GHz Cortex-A53 | Adreno 505 @450 MHz                                              | 2 GB 3 GB 4 GB (LPDDR3)       | 16 GB 32 GB 64 GB (eMMC 5.1)                  | 13 MP, f/2.0                                                                       | 5 MP, f/2.2  | 4100 mAh (Li-Po)  | Android 6.0.1 (MIUI 8)  | Android 7.1.2 (MIUI 11)                                |
|                                       |                    |                                        |                 |                                     |            | |                                                                  |                               |                                               |                                                                                    |              |                   |                         |                                                        |
| Redmi 5A                              | dezembro de 2017   | IPS LCD                                | 5"              | 720 x 1280 px (HD, ~296 ppi)        | Não        | Qualcomm Snapdragon 425 4x 1.4 GHz Cortex-A53 | Adreno 308 @500 MHz                                              | 2 GB 3 GB (LPDDR3)            | 16 GB 32 GB (eMMC 5.1)                        | 13 MP, f/2.2                                                                       | 5 MP         | 3000 mAh (Li-Ion) | Android 7.1.2 (MIUI 9)  | Android 8.1 (MIUI 11)                                  |
| Redmi 5                               | dezembro de 2017   | IPS LCD Corning Gorilla Glass          | 5.7"            | 720 x 1440 px (HD+, ~282 ppi)       | Não        | Qualcomm Snapdragon 450 8x 1.8 GHz Cortex-A53 | Adreno 506 @600 MHz                                              | 2 GB 3 GB 4 GB (LPDDR3)       | 16 GB 32 GB 64 GB (eMMC 5.1)                  | 12 MP, f/2.2                                                                       | 5 MP         | 3300 mAh (Li-Po)  | Android 7.1.2 (MIUI 9)  | Android 8.1 (MIUI 11)                                  |
| Redmi 5 Plus India: Redmi Note 5      | fevereiro de 2018  | IPS LCD Corning Gorilla Glass          | 5.99"           | 1080 x 2160 px (Full HD+, ~403 ppi) | Não        | Qualcomm Snapdragon 625 8x 2.0 GHz Cortex-A53 | Adreno 506 @650 MHz                                              | 3 GB 4 GB (LPDDR3)            | 32 GB 64 GB (eMMC 5.1)                        | 12 MP, f/2.2                                                                       | 5 MP         | 4000 mAh (Li-Po)  | Android 7.1.2 (MIUI 9)  | Android 8.1 (MIUI 11)                                  |
|                                       |                    |                                        |                 |                                     |            | |                                                                  |                               |                                               |                                                                                    |              |                   |                         |                                                        |
| Redmi S2 India: Redmi Y2              | maio de 2018       | IPS LCD                                | 5.99"           | 720 x 1440 px (HD+, ~269 ppi)       | Não        | Qualcomm Snapdragon 625 8x 2.0 GHz Cortex-A53 | Adreno 506 @650 Mhz                                              | 3 GB 4 GB (LPDDR3)            | 32 GB 64 GB (eMMC 5.1)                        | 12 MP, f/2.2 + 5 MP, f/2.4 (depth)                                                 | 16 MP, f/2.0 | 3080 mAh (Li-Po)  | Android 8.1 (MIUI 9)    | Android 9 (MIUI 12)                                    |
|                                       |                    |                                        |                 |                                     |            | |                                                                  |                               |                                               |                                                                                    |              |                   |                         |                                                        |
| Redmi 6                               | junho de 2018      | IPS LCD                                | 5.45"           | 720 x 1440 px (HD+, ~295 ppi)       | Não        | MediaTek Helio P22 8x 2.0 GHz Cortex-A53 | PowerVR GE8320 @650 Mhz                                          | 3 GB 4 GB (LPDDR3)            | 32 GB 64 GB (eMMC 5.1)                        | 12 MP, f/2.2 + 5 MP, f/2.2 (depth)                                                 | 5 MP         | 3000 mAh (Li-Po)  | Android 8.1 (MIUI 9)    | Android 9 (MIUI 11) (MIUI 12 China)                    |
| Redmi 6A                              | junho de 2018      | IPS LCD                                | 5.45"           | 720 x 1440 px (HD+, ~295 ppi)       | Não        | MediaTek Helio A22 4x 2.0 GHz Cortex-A53 | PowerVR GE8320 @650 Mhz                                          | 2 GB 3 GB (LPDDR3)            | 16 GB 32 GB (eMMC 5.1)                        | 13 MP, f/2.2                                                                       | 5 MP         | 3000 mAh (Li-Ion) | Android 8.1 (MIUI 9)    | Android 9 (MIUI 11) (MIUI 12 China)                    |
| Redmi 6 Pro                           | junho de 2018      | IPS LCD                                | 5.84"           | 1080 x 2280 px (Full HD+, ~432 ppi) | Não        | Qualcomm Snapdragon 625 8x 2.0 GHz Cortex-A53 | Adreno 506 @650 Mhz                                              | 3 GB 4 GB (LPDDR3)            | 32 GB 64 GB (eMMC 5.1)                        | 12 MP, f/2.2 + 5 MP, f/2.2 (depth)                                                 | 5 MP         | 4000 mAh (Li-Po)  | Android 8.1 (MIUI 9)    | Android 9 (MIUI 12)                                    |
|                                       |                    |                                        |                 |                                     |            | |                                                                  |                               |                                               |                                                                                    |              |                   |                         |                                                        |
| Redmi Go                              | fevereiro de 2019  | IPS LCD                                | 5.0"            | 720 x 1440 px (HD+, ~296 ppi)       | Não        | Qualcomm Snapdragon 425 4x 1.4 GHz Cortex-A53 | Adreno 308 @500 Mhz                                              | 1 GB (LPDDR3)                 | 8 GB 16 GB (eMMC 5.1)                         | 8 MP, f/2.0                                                                        | 5 MP, f/2.2  | 3000 mAh (Li-Ion) | Android 8.1 Go Edition  | Android 8.1 Go Edition                                 |
|                                       |                    |                                        |                 |                                     |            | |                                                                  |                               |                                               |                                                                                    |              |                   |                         |                                                        |
| Redmi 7                               | março de 2019      | IPS LCD Corning Gorilla Glass 5        | 6.26"           | 720 x 1520 px (HD+, ~269 ppi)       | Não        | Qualcomm Snapdragon 632 8x 1.8 GHz Cortex-A73 / Cortex-A53 | Adreno 506 @650 MHz                                              | 2 GB 3 GB 4 GB (LPDDR3)       | 16 GB 32 GB 64 GB (eMMC 5.1)                  | 12 MP, f/2.2 + 2 MP (depth)                                                        | 8 MP, f/2.0  | 4000 mAh (Li-Po)  | Android 9 (MIUI 10)     | Android 10 (MIUI 11 - Global (MIUI 12.5 - China        |
| Redmi Y3                              | abril de 2019      | IPS LCD Corning Gorilla Glass 5        | 6.26"           | 720 x 1520 px (HD+, ~269 ppi)       | Não        | Qualcomm Snapdragon 632 8x 1.8 GHz Cortex-A73 / Cortex-A53 | Adreno 506 @650 MHz                                              | 3 GB 4 GB (LPDDR3)            | 32 GB 64 GB (eMMC 5.1)                        | 12 MP, f/2.2 + 2 MP (depth)                                                        | 32 MP, f/2.2 | 4000 mAh (Li-Po)  | Android 9 (MIUI 10)     | Android 10 (MIUI 11)                                   |
| Redmi 7A                              | junho de 2019      | IPS LCD                                | 5.45"           | 720 x 1440 px (HD+, ~295 ppi)       | Não        | Qualcomm Snapdragon 439 4x 2.0 GHz Cortex-A53 + 4x 1.45 GHz Cortex-A53 | Adreno 505 @450 MHz                                              | 2 GB 3 GB (LPDDR3)            | 16 GB 32 GB (eMMC 5.1)                        | 13 MP, f/2.2 China 12 MP, f/2.2 Global, India                                      | 5 MP, f/2.2  | 4000 mAh (Li-Po)  | Android 9 (MIUI 10)     | Android 10 (MIUI 12.5)                                 |
|                                       |                    |                                        |                 |                                     |            | |                                                                  |                               |                                               |                                                                                    |              |                   |                         |                                                        |
| Redmi 8A                              | setembro de 2019   | IPS LCD Corning Gorilla Glass 5        | 6.22"           | 720 x 1520 px (HD+, ~270 ppi)       | Não        | Qualcomm Snapdragon 439 4x 2.0 GHz Cortex-A53 + 4x 1.45 GHz Cortex-A53 | Adreno 505 @450 MHz                                              | 2 GB 3 GB 4 GB (LPDDR3)       | 32 GB 64 GB (eMMC 5.1)                        | 12 MP, f/1.8                                                                       | 8 MP, f/2.0  | 5000 mAh (Li-Po)  | Android 9 (MIUI 10)     | Android 10 (MIUI 12.5)                                 |
| Redmi 8                               | outubro de 2019    | IPS LCD Corning Gorilla Glass 5        | 6.22"           | 720 x 1520 px (HD+, ~270 ppi)       | Não        | Qualcomm Snapdragon 439 4x 2.0 GHz Cortex-A53 + 4x 1.45 GHz Cortex-A53 | Adreno 505 @450 MHz                                              | 3 GB 4 GB (LPDDR3)            | 32 GB 64 GB (eMMC 5.1)                        | 12 MP, f/1.8 + 2 MP (depth)                                                        | 8 MP, f/2.0  | 5000 mAh (Li-Po)  | Android 9 (MIUI 10)     | Android 10 (MIUI 12.5)                                 |
| Redmi 8A Dual Indonesia: Redmi 8A Pro | fevereiro de 2020  | IPS LCD Corning Gorilla Glass 5        | 6.22"           | 720 x 1520 px (HD+, ~270 ppi)       | Não        | Qualcomm Snapdragon 439 4x 2.0 GHz Cortex-A53 + 4x 1.45 GHz Cortex-A53 | Adreno 505 @450 MHz                                              | 2 GB 3 GB (LPDDR3)            | 32 GB 64 GB (eMMC 5.1)                        | 13 MP, f/2.2 2 MP, f/2.4 (depth)                                                   | 8 MP, f/2.0  | 5000 mAh (Li-Po)  | Android 9 (MIUI 10)     | Android 10 (MIUI 12.5)                                 |
|                                       |                    |                                        |                 |                                     |            | |                                                                  |                               |                                               |                                                                                    |              |                   |                         |                                                        |
| Redmi 9 India: POCO M2                | junho de 2020      | IPS LCD Corning Gorilla Glass 3        | 6.53"           | 1080 x 2340 px (Full HD+, ~395 ppi) | Não        | MediaTek Helio G80 2x 2.0 GHz Cortex-A75 + 6x 1.8 GHz Cortex-A55 | Mali-G52 MC2 @950 MHz                                            | 3 GB 4 GB 6 GB (LPDDR4X)      | 32 GB 64 GB 128 GB (eMMC 5.1)                 | 13 MP, f/2.2 + 8 MP, f/2.2 (ultrawide) + 5 MP, f/2.4 (macro) + 2 MP, f/2.4 (depth) | 8 MP, f/2.0  | 5020 mAh (Li-Po)  | Android 10 (MIUI 11)    | Android 11 (MIUI 12.5)                                 |
| Redmi 9A                              | julho de 2020      | IPS LCD                                | 6.53"           | 720 x 1600 px (HD+, ~269 ppi)       | Não        | MediaTek Helio G25 4x 2.0 GHz Cortex-A53 + 4x 1.5 GHz Cortex-A53 | PowerVR GE8320 @650 MHz                                          | 2 GB 3 GB 4 GB 6 GB (LPDDR4X) | 32 GB 64 GB 128 GB (eMMC 5.1)                 | 13 MP f/2.2                                                                        | 5 MP, f/2.2  | 5000 mAh (Li-Po)  | Android 10 (MIUI 12)    | Android 11 (MIUI 12.5)                                 |
| Redmi 9 Prime                         | agosto de 2020     | IPS LCD Corning Gorilla Glass 3        | 6.53"           | 1080 x 2340 px (Full HD+, ~395 ppi) | Não        | MediaTek Helio G80 2x 2.0 GHz Cortex-A75 + 6x 1.8 GHz Cortex-A55 | Mali-G52 MC2 @950 MHz                                            | 4 GB (LPDDR4X)                | 64 GB 128 GB (eMMC 5.1)                       | 13 MP, f/2.2 + 8 MP, f/2.2 (ultrawide) + 5 MP, f/2.4 (macro) + 2 MP, f/2.4 (depth) | 8 MP, f/2.0  | 5020 mAh (Li-Po)  | Android 10 (MIUI 11)    | Android 11 (MIUI 12.5)                                 |
| Redmi 9C India: POCO C3               | agosto de 2020     | IPS LCD                                | 6.53"           | 720 x 1600 px (HD+, ~269 ppi)       | Não        | MediaTek Helio G35 4x 2.3 GHz Cortex-A53 + 4x 1.8 GHz Cortex-A53 | PowerVR GE8320 @650 MHz                                          | 2 GB 3 GB 4 GB (LPDDR4X)      | 32 GB 64 GB (eMMC 5.1)                        | 13 MP, f/2.2 + 2 MP, f/2.4 (macro) + 2 MP, f/2.4 (depth)                           | 5 MP, f/2.2  | 5000 mAh (Li-Po)  | Android 10 (MIUI 12)    | Android 11 (MIUI 12.5)                                 |
| Redmi 9C NFC                          | agosto de 2020     | IPS LCD                                | 6.53"           | 720 x 1600 px (HD+, ~269 ppi)       | Não        | MediaTek Helio G35 4x 2.3 GHz Cortex-A53 + 4x 1.8 GHz Cortex-A53 | PowerVR GE8320 @650 MHz                                          | 2 GB 3 GB (LPDDR4X)           | 32 GB 64 GB (eMMC 5.1)                        | 13 MP, f/2.2 + 2 MP, f/2.4 (macro)                                                 | 5 MP, f/2.2  | 5000 mAh (Li-Po)  | Android 10 (MIUI 12)    | Android 11 (MIUI 12.5)                                 |
| Redmi 9 (India)                       | agosto de 2020     | IPS LCD                                | 6.53"           | 720 x 1600 px (HD+, ~269 ppi)       | Não        | MediaTek Helio G35 4x 2.3 GHz Cortex-A53 + 4x 1.8 GHz Cortex-A53 | PowerVR GE8320 @650 MHz                                          | 4 GB (LPDDR4X)                | 64 GB 128 GB (eMMC 5.1)                       | 13 MP, f/2.2 + 2 MP, f/2.4 (depth)                                                 | 5 MP, f/2.2  | 5000 mAh (Li-Po)  | Android 10 (MIUI 12)    | Android 10 (MIUI 12)                                   |
| Redmi 9AT                             | setembro de 2020   | IPS LCD                                | 6.53"           | 720 x 1600 px (HD+, ~269 ppi)       | Não        | MediaTek Helio G25 4x 2.0 GHz Cortex-A53 + 4x 1.5 GHz Cortex-A53 | PowerVR GE8320 @650 MHz                                          | 2 GB (LPDDR4X)                | 32 GB (eMMC 5.1)                              | 13 MP, f/2.2                                                                       | 5 MP, f/2.2  | 5000 mAh (Li-Po)  | Android 10 (MIUI 12)    | Android 11 (MIUI 12.5)                                 |
| Redmi 9i                              | setembro de 2020   | IPS LCD                                | 6.53"           | 720 x 1600 px (HD+, ~269 ppi)       | Não        | MediaTek Helio G25 4x 2.0 GHz Cortex-A53 + 4x 1.5 GHz Cortex-A53 | PowerVR GE8320 @650 MHz                                          | 4 GB (LPDDR4X)                | 64 GB 128 GB (eMMC 5.1)                       | 13 MP, f/2.2                                                                       | 5 MP, f/2.2  | 5000 mAh (Li-Po)  | Android 10 (MIUI 12)    | Android 11 (MIUI 12.5)                                 |
| Redmi 9 Power                         | dezembro de 2020   | IPS LCD Corning Gorilla Glass 3        | 6.53"           | 1080 x 2340 px (Full HD+, ~395 ppi) | Não        | Qualcomm Snapdragon 662 4x 2.0 GHz Cortex-A73 + 4x 1.8 GHz Cortex-A53 | Adreno 610 @750 MHz                                              | 4 GB 6 GB (LPDDR4X)           | 64 GB 128 GB UFS 2.1 (64 GB) UFS 2.2 (128 GB) | 48 MP, f/1.8 + 8 MP, f/2.2 (ultrawide) + 2 MP, f/2.4 (macro) + 2 MP, f/2.4 (depth) | 8 MP, f/2.0  | 6000 mAh (Li-Po)  | Android 10 (MIUI 12)    | Android 11 (MIUI 12.5)                                 |
| Redmi 9T China: Redmi Note 9 4G       | janeiro de 2021    | IPS LCD Corning Gorilla Glass 3        | 6.53"           | 1080 x 2340 px (Full HD+, ~395 ppi) | Não        | Qualcomm Snapdragon 662 4x 2.0 GHz Cortex-A73 + 4x 1.8 GHz Cortex-A53 | Adreno 610 @750 MHz                                              | 4 GB 6 GB (LPDDR4X)           | 64 GB 128 GB UFS 2.1 (64 GB) UFS 2.2 (128 GB) | 48 MP, f/1.8 + 8 MP, f/2.2 (ultrawide) + 2 MP, f/2.4 (macro) + 2 MP, f/2.4 (depth) | 8 MP, f/2.1  | 6000 mAh (Li-Po)  | Android 10 (MIUI 12)    | Android 11 (MIUI 12.5)                                 |
| Redmi 9A Sport                        | setembro de 2021   | IPS LCD                                | 6.53"           | 720 x 1600 (HD+, ~269 ppi)          | Não        | MediaTek Helio G25 4x 2.0 GHz Cortex-A53 + 4x 1.5 GHz Cortex-A53 | PowerVR GE8320 @650 MHz                                          | 2 GB 3 GB                     | 32 GB (eMMC 5.1)                              | 13 MP, f/2.2                                                                       | 5 MP, f/2.2  | 5000 mAh (Li-Po)  | Android 10 (MIUI 12)    | Android 10 (MIUI 12)                                   |
| Redmi 9i Sport                        | setembro de 2021   | IPS LCD                                | 6.53"           | 720 x 1600 (HD+, ~269 ppi)          | Não        | MediaTek Helio G25 4x 2.0 GHz Cortex-A53 + 4x 1.5 GHz Cortex-A53 | PowerVR GE8320 @650 MHz                                          | 4 GB                          | 64 GB 128 GB (eMMC 5.1)                       | 13 MP, f/2.2                                                                       | 5 MP, f/2.2  | 5000 mAh (Li-Po)  | Android 10 (MIUI 12)    | Android 10 (MIUI 12)                                   |
| Redmi 9 Activ                         | setembro de 2021   | IPS LCD                                | 6.53"           | 720 x 1600 (HD+, ~269 ppi)          | Não        | MediaTek Helio G25 4x 2.0 GHz Cortex-A53 + 4x 1.5 GHz Cortex-A53 | MediaTek Helio G35 4x 2.3 GHz Cortex-A53 + 4x 1.8 GHz Cortex-A53 | 4 GB 6 GB                     | 64 GB 128 GB (eMMC 5.1)                       | 13 MP, f/2.2 + 2 MP, f/2.4 (depth)                                                 | 5 MP, f/2.2  | 5000 mAh (Li-Po)  | Android 10 (MIUI 12)    | Android 10 (MIUI 12)                                   |
|                                       |                    |                                        |                 |                                     |            | |                                                                  |                               |                                               |                                                                                    |              |                   |                         |                                                        |
| Redmi 10X 4G                          | maio de 2020       | IPS LCD Corning Gorilla Glass 3        | 6.53"           | 1080 x 2340 px (Full HD+, ~395 ppi) | Não        | MediaTek Helio G85 2x 2.0 GHz Cortex-A75 + 6x 1.8 GHz Cortex-A55 | Mali-G52 MC2 @1 GHz                                              | 4 GB 6 GB (LPDDR4X)           | 128 GB                                        | 48 MP, f/1.8 + 8 MP, f/2.2 (ultrawide) + 2 MP, f/2.4 (macro) + 2 MP, f/2.4 (depth) | 13 MP, f/2.3 | 5020 mAh (Li-Po)  | Android 10 (MIUI 11)    | Android 12 (MIUI 13)                                   |
| Redmi 10X 5G                          | junho de 2020      | AMOLED Corning Gorilla Glass 5         | 6.57"           | 1080 x 2400 px (Full HD+, ~401 ppi) | Sim        | MediaTek Dimensity 820 4x 2.6 GHz Cortex-A76 + 4x 2.0 GHz Cortex-A55 | Mali-G57 MC5 @650 MHz                                            | 6 GB 8 GB (LPDDR4X)           | 64 GB 128 GB 256 GB (UFS 2.1)                 | 48 MP, f/1.8 + 8 MP, f/2.2 (ultrawide) + 2 MP, f/2.4 (depth)                       | 16 MP, f/2.3 | 4520 mAh (Li-Po)  | Android 10 (MIUI 11)    | Android 12 (MIUI 13)                                   |
| Redmi 10X Pro 5G                      | junho de 2020      | AMOLED Corning Gorilla Glass 5         | 6.57"           | 1080 x 2400 px (Full HD+, ~401 ppi) | Sim        | MediaTek Dimensity 820 4x 2.6 GHz Cortex-A76 + 4x 2.0 GHz Cortex-A55 | Mali-G57 MC5 @650 MHz                                            | 8 GB (LPDDR4X)                | 128 GB 256 GB (UFS 2.1)                       | 48 MP, f/1.8 8 MP (telephoto) + 8 MP, f/2.2 (ultrawide) + 5 MP, f/2.4 (macro)      | 20 MP        | 4520 mAh (Li-Po)  | Android 10 (MIUI 11)    | Android 12 (MIUI 13)                                   |
| Redmi 10                              | agosto de 2021     | IPS LCD, 90 Hz Corning Gorilla Glass 3 | 6.5"            | 1080 x 2400 px (Full HD+, ~405 ppi) | Não        | MediaTek Helio G88 2x 2.0 GHz Cortex-A75 + 6x 1.8 GHz Cortex-A55 | Mali-G52 MC2 @1 GHz                                              | 4 GB 6 GB (LPDDR4X)           | 64 GB 128 GB (eMMC 5.1)                       | 50 MP, f/1.8 + 8 MP, f/2.2 (ultrawide) + 2 MP, f/2.4 (macro) + 2 MP, f/2.4 (depth) | 8 MP, f/2.0  | 5000 mAh (Li-Po)  | Android 11 (MIUI 12.5)  | Android 12 (MIUI 13)                                   |
| Redmi 10 Prime                        | setembro de 2021   | IPS LCD, 90 Hz Corning Gorilla Glass 3 | 6.5"            | 1080 x 2400 px (Full HD+, ~405 ppi) | Não        | MediaTek Helio G88 2x 2.0 GHz Cortex-A75 + 6x 1.8 GHz Cortex-A55 | Mali-G52 MC2 @1 GHz                                              | 4 GB 6 GB (LPDDR4X)           | 64 GB 128 GB (eMMC 5.1)                       | 50 MP, f/1.8 + 8 MP, f/2.2 (ultrawide) + 2 MP, f/2.4 (macro) + 2 MP, f/2.4 (depth) | 8 MP, f/2.0  | 6000 mAh (Li-Po)  | Android 11 (MIUI 12.5)  | Android 12 (MIUI 13)                                   |
| Redmi 10C                             | março de 2022      | IPS LCD Corning Gorilla Glass          | 6.71"           | 720 x 1650 px (HD+, ~268 ppi)       | Não        | Qualcomm Snapdragon 680 4x 2.4 GHz Cortex-A73 + 4x 1.9 GHz Cortex-A55 | Adreno 610                                                       | 4 GB (LPDDR4X)                | 64 GB 128 GB (UFS 2.2)                        | 50 MP, f/1.8 + 2 MP, f/2.4 (depth)                                                 | 5 MP, f/2.2  | 5000 mAh (Li-Po)  | Android 11 (MIUI 13)    | Android 12 (MIUI 13)                                   |
| Redmi 10 (India)                      | março de 2022      | IPS LCD Corning Gorilla Glass 3        | 6.7"            | 720 x 1650 px (HD+, ~269 ppi)       | Não        | Qualcomm Snapdragon 680 4x 2.4 GHz Cortex-A73 + 4x 1.9 GHz Cortex-A55 | Adreno 610                                                       | 4 GB 6 GB (LPDDR4X)           | 64 GB 128 GB (UFS 2.2)                        | 50 MP, f/1.8 + 2 MP, f/2.4 (depth)                                                 | 5 MP, f/2.2  | 6000 mAh (Li-Po)  | Android 11 (MIUI 13)    | Android 12 (MIUI 13)                                   |
| Redmi 10A                             | março de 2022      | IPS LCD                                | 6.53"           | 720 x 1600 px (HD+, ~269 ppi)       | Não        | MediaTek Helio G25 4x 2.0 GHz Cortex-A53 + 4x 1.5 GHz Cortex-A53 | PowerVR GE8320 @650 MHz                                          | 2 GB 3 GB 4 GB 6 GB (LPDDR4X) | 64 GB 128 GB (eMMC 5.1)                       | 13 MP, f/2.2                                                                       | 5 MP, f/2.2  | 5000 mAh (Li-Po)  | Android 11 (MIUI 12.5)  | Android 11 (MIUI 12.5)                                 |
| Redmi 10 Power                        | abril de 2022      | IPS LCD Corning Gorilla Glass 3        | 6.7"            | 720 x 1600 px (HD+, ~262 ppi)       | Não        | Qualcomm Snapdragon 680 4x 2.4 GHz Cortex-A73 + 4x 1.9 GHz Cortex-A53 | Adreno 610                                                       | 8 GB (LPDDR4X)                | 128 GB (UFS 2.2)                              | 50 MP, f/1.8 + 2 MP, f/2.4 (depth)                                                 | 5 MP, f/2.2  | 6000 mAh (Li-Po)  | Android 11 (MIUI 13)    | Android 12 (MIUI 13)                                   |
| Redmi 10 2022                         | maio de 2022       | IPS LCD, 90 Hz Corning Gorilla Glass 3 | 6.5"            | 1080 x 2400 px (Full HD+, ~405 ppi) | Não        | MediaTek Helio G88 2x 2.0 GHz Cortex-A75 + 6x 1.8 GHz Cortex-A55 | Mali-G52 MC2 @1 GHz                                              | 4 GB 6 GB (LPDDR4X)           | 64 GB 128 GB (eMMC 5.1)                       | 50 MP, f/1.8 + 8 MP, f/2.2 (ultrawide) + 2 MP, f/2.4 (macro) + 2 MP, f/2.4 (depth) | 8 MP, f/2.0  | 5000 mAh (Li-Po)  | Android 11 (MIUI 12.5)  | Android 12 (MIUI 13)                                   |
| Redmi 10 Prime 2022                   | maio de 2022       | IPS LCD, 90 Hz Corning Gorilla Glass 3 | 6.5"            | 1080 x 2400 px (Full HD+, ~405 ppi) | Não        | MediaTek Helio G88 2x 2.0 GHz Cortex-A75 + 6x 1.8 GHz Cortex-A55 | Mali-G52 MC2 @1 GHz                                              | 4 GB 6 GB (LPDDR4X)           | 64 GB 128 GB (eMMC 5.1)                       | 50 MP, f/1.8 + 8 MP, f/2.2 (ultrawide) + 2 MP, f/2.4 (macro) + 2 MP, f/2.4 (depth) | 8 MP, f/2.0  | 6000 mAh (Li-Po)  | Android 11 (MIUI 12.5)  | Android 12 (MIUI 13)                                   |
| Redmi 10A Sport                       | julho de 2022      | IPS LCD Corning Gorilla Glass 3        | 6.53"           | 720 x 1600 px (HD+, ~269 ppi)       | Não        | MediaTek Helio G25 4x 2.0 GHz Cortex-A53 + 4x 1.5 GHz Cortex-A53 | PowerVR GE8320 @650 MHz                                          | 6 GB (LPDDR4X)                | 128 GB (eMMC 5.1)                             | 13 MP, f/2.2                                                                       | 5 MP, f/2.2  | 5000 mAh (Li-Po)  | Android 11 (MIUI 12.5)  | Android 11 (MIUI 12.5)                                 |
| Redmi 10 5G China: Redmi Note 11E     | setembro de 2022   | IPS LCD, 90 Hz Corning Gorilla Glass 3 | 6.58"           | 1080 x 2408 px (Full HD+, ~401 ppi) | Sim        | MediaTek Dimensity 700 2x 2.2 GHz Cortex-A76 + 6x 2.0 GHz Cortex-A55 | Mali-G57 MC2 @950 MHz                                            | 4 GB 6 GB (LPDDR4X)           | 64 GB 128 GB (UFS 2.2)                        | 50 MP, f/1.8 + 2 MP, f/2.4 (depth)                                                 | 5 MP, f/2.2  | 5000 mAh (Li-Po)  | Android 12 (MIUI 13)    | Android 12 (MIUI 13)                                   |
|                                       |                    |                                        |                 |                                     |            | |                                                                  |                               |                                               |                                                                                    |              |                   |                         |                                                        |
| Redmi 11 Prime                        | setembro de 2022   | IPS LCD, 90 Hz Corning Gorilla Glass 3 | 6.58"           | 1080 x 2408 px (Full HD+, ~401 ppi) | Não        | MediaTek Helio G99 2x 2.2 GHz Cortex-A76 + 6x 2.0 GHz Cortex-A55 | Mali-G57 MC2                                                     | 4 GB 6 GB (LPDDR4X)           | 64 GB 128 GB (UFS 2.2)                        | 50 MP, f/1.8 + 2 MP, f/2.4 (macro) + 2 MP, f/2.4 (depth)                           | 8 MP, f/2.2  | 5000 mAh (Li-Po)  | Android 12 (MIUI 13)    | Android 12 (MIUI 13)                                   |
| Redmi 11 Prime 5G                     | setembro de 2022   | IPS LCD, 90 Hz Corning Gorilla Glass 3 | 6.58"           | 1080 x 2408 px (Full HD+, ~401 ppi) | Sim        | MediaTek Dimensity 700 4x 2.2 GHz Cortex-A76 + 4x 1.6 GHz Cortex-A55 | Mali-G57 MC2 @950 MHz                                            | 4 GB 6 GB (LPDDR4X)           | 64 GB 128 GB (UFS 2.2)                        | 50 MP, f/1.8 + 2 MP, f/2.4 (depth)                                                 | 5 MP, f/2.2  | 5000 mAh (Li-Po)  | Android 12 (MIUI 13)    | Android 12 (MIUI 13)                                   |
| Modelo                                | Data de lançamento | Tipo de tela                           | Tamanho da tela | Resolução da tela                   | Suporte 5G | SoC | GPU                                                              | RAM                           | Armazenamento interno                         | Traseira                                                                           | Frontal      | Bateria           | Inicial                 | Atual                                                  |
| Modelo                                | Data de lançamento | Tipo de tela                           | Tamanho da tela | Resolução da tela                   | Suporte 5G | SoC | GPU                                                              | RAM                           | Armazenamento interno                         | Câmera                                                                             | Câmera       | Bateria           | Sistema operacional     | Sistema operacional                                    |

### Redmi Note
| Modelo                                                              | Data de lançamento | Tipo de tela                                 | Tamanho da tela | Resolução da tela                   | Suporte 5G | SoC                                                                                       | GPU                    | RAM                                            | Armazenamento interno                         | Câmera                                                                              | Câmera                             | Bateria          | Sistema operacional    | Sistema operacional     |
| Modelo                                                              | Data de lançamento | Tipo de tela                                 | Tamanho da tela | Resolução da tela                   | Suporte 5G | SoC                                                                                       | GPU                    | RAM                                            | Armazenamento interno                         | Traseira                                                                            | Frontal                            | Bateria          | Inicial                | Atual                   |
| ------------------------------------------------------------------- | ------------------ | -------------------------------------------- | --------------- | ----------------------------------- | ---------- | ----------------------------------------------------------------------------------------- | ---------------------- | ---------------------------------------------- | --------------------------------------------- | ----------------------------------------------------------------------------------- | ---------------------------------- | ---------------- | ---------------------- | ----------------------- |
| Redmi Note                                                          | março de 2014      | IPS LCD                                      | 5.5"            | 720 x 1280 px (HD, ~267 ppi)        | Não        | MediaTek MT6592 8x 1.7 GHz Cortex-A7                                                      | Mali-450 MP4 @700 MHz  | 1 GB 2 GB (LPDDR2)                             | 8 GB (eMMC 4.2)                               | 13 MP, f/2.2                                                                        | 5 MP                               | 3200 mAh (Li-Po) | Android 4.2 (MIUI V5)  | Android 4.4.4 (MIUI 9)  |
| Redmi Note 4G                                                       | agosto de 2014     | IPS LCD                                      | 5.5"            | 720 x 1280 px (HD, ~267 ppi)        | Não        | Qualcomm Snapdragon 400 4x 1.6 GHz Cortex-A7                                              | Adreno 305 @400 Mhz    | 2 GB (LPDDR3)                                  | 8 GB (eMMC 4.2)                               | 13 MP, f/2.2                                                                        | 5 MP                               | 3100 mAh (Li-Po) | Android 4.2 (MIUI V5)  | Android 4.4.4 (MIUI 9)  |
| Redmi Note Prime                                                    | dezembro de 2015   | IPS LCD                                      | 5.5"            | 720 x 1280 px (HD, ~267 ppi)        | Não        | Qualcomm Snapdragon 410 4x 1.2 GHz Cortex-A53                                             | Adreno 306 @450 Mhz    | 2 GB (LPDDR3)                                  | 16 GB (eMMC 5.0)                              | 13 MP, f/2.2                                                                        | 5 MP                               | 3100 mAh (Li-Po) | Android 4.4 (MIUI V5)  | Android 4.4.4 (MIUI 9)  |
|                                                                     |                    |                                              |                 |                                     |            |                                                                                           |                        |                                                |                                               |                                                                                     |                                    |                  |                        |                         |
| Redmi Note 2                                                        | agosto de 2015     | IPS LCD                                      | 5.5"            | 1080 x 1920 px (Full HD, ~403 ppi)  | Não        | MediaTek Helio X10 8x 2 GHz Cortex-A53                                                    | PowerVR G6200 @700 MHz | 2 GB (LPDDR3)                                  | 16 GB (eMMC 5.0)                              | 13 MP, f/2.2                                                                        | 5 MP, f/2.0                        | 3060 mAh (Li-Po) | Android 5.0 (MIUI 6)   | Android 5.0 (MIUI 9)    |
| Redmi Note 2 Prime                                                  | agosto de 2015     | IPS LCD                                      | 5.5"            | 1080 x 1920 px (Full HD, ~403 ppi)  | Não        | MediaTek Helio X10 8x 2.2 GHz Cortex-A53                                                  | PowerVR G6200 @700 MHz | 2 GB (LPDDR3)                                  | 32 GB (eMMC 5.0)                              | 13 MP, f/2.2                                                                        | 5 MP, f/2.0                        | 3060 mAh (Li-Po) | Android 5.0 (MIUI 6)   | Android 5.0 (MIUI 9)    |
|                                                                     |                    |                                              |                 |                                     |            |                                                                                           |                        |                                                |                                               |                                                                                     |                                    |                  |                        |                         |
| Redmi Note 3 (MediaTek)                                             | novembro de 2015   | IPS LCD                                      | 5.5"            | 1080 x 1920 px (Full HD, ~403 ppi)  | Não        | MediaTek Helio X10 8x 2.0 GHz Cortex-A53                                                  | PowerVR G6200 @700 MHz | 2 GB 3 GB (LPDDR3)                             | 16 GB 32 GB (eMMC 5.0)                        | 13 MP, f/2.2                                                                        | 5 MP, f/2.0                        | 4000 mAh (Li-Po) | Android 5.0.2 (MIUI 7) | Android 5.0.2 (MIUI 9)  |
| Redmi Note 3 Pro/(Snapdragon)                                       | março de 2016      | IPS LCD                                      | 5.5"            | 1080 x 1920 px (Full HD, ~403 ppi)  | Não        | Qualcomm Snapdragon 650 2x 1.8 GHz Cortex-A72 + 4x 1.4 GHz Cortex-A53                     | Adreno 510 @600 MHz    | 2 GB (LPDDR3)                                  | 16 GB (eMMC 5.1)                              | 16 MP, f/2.0                                                                        | 5 MP, f/2.0                        | 4050 mAh (Li-Po) | Android 5.1.1 (MIUI 7) | Android 6.0.1 (MIUI 10) |
| Redmi Note 3 High/Special Edition                                   | junho de 2016      | IPS LCD                                      | 5.5"            | 1080 x 1920 px (Full HD, ~403 ppi)  | Não        | Qualcomm Snapdragon 650 2x 1.8 GHz Cortex-A72 + 4x 1.4 GHz Cortex-A53                     | Adreno 510 @600 MHz    | 3 GB (LPDDR3)                                  | 32 GB (eMMC 5.1)                              | 16 MP, f/2.0                                                                        | 5 MP, f/2.0                        | 4050 mAh (Li-Po) | Android 5.1.1 (MIUI 7) | Android 6.0.1 (MIUI 10) |
|                                                                     |                    |                                              |                 |                                     |            |                                                                                           |                        |                                                |                                               |                                                                                     |                                    |                  |                        |                         |
| Redmi Note 4 (MediaTek)                                             | agosto de 2016     | IPS LCD                                      | 5.5"            | 1080 x 1920 px (Full HD, ~401 ppi)  | Não        | MediaTek Helio X20 2x 2.1 GHz Cortex-A72 + 4x 1.85 GHz Cortex-A53 + 4x 1.4 GHz Cortex-A53 | Mali-T880 MP4 @780 Mhz | 2 GB 3 GB 4 GB (LPDDR3)                        | 32 GB 64 GB (eMMC 5.1)                        | 13 MP, f/2.0                                                                        | 5 MP, f/2.0                        | 4100 mAh (Li-Po) | Android 6.0 (MIUI 8)   | Android 6.0 (MIUI 10)   |
| Redmi Note 4 (Snapdragon)                                           | janeiro de 2017    | IPS LCD                                      | 5.5"            | 1080 x 1920 px (Full HD, ~401 ppi)  | Não        | Qualcomm Snapdragon 625 8x 2 GHz Cortex-A53                                               | Adreno 506 @650 MHz    | 3 GB 4 GB (LPDDR3)                             | 32 GB 64 GB (eMMC 5.1)                        | 13 MP, f/2.0                                                                        | 5 MP, f/2.0                        | 4100 mAh (Li-Po) | Android 6.0.1 (MIUI 8) | Android 7.0 (MIUI 11)   |
| Redmi Note 4X                                                       | fevereiro de 2017  | IPS LCD                                      | 5.5"            | 1080 x 1920 px (Full HD, ~401 ppi)  | Não        | Qualcomm Snapdragon 625 8x 2 GHz Cortex-A53                                               | Adreno 506 @650 MHz    | 3 GB 4 GB (LPDDR3)                             | 16 GB 32 GB 64 GB (eMMC 5.1)                  | 13 MP, f/2.0                                                                        | 5 MP, f/2.0                        | 4100 mAh (Li-Po) | Android 6.0.1 (MIUI 8) | Android 7.0 (MIUI 11)   |
|                                                                     |                    |                                              |                 |                                     |            |                                                                                           |                        |                                                |                                               |                                                                                     |                                    |                  |                        |                         |
| Redmi Note 5A Prime India: Redmi Y1                                 | setembro de 2017   | IPS LCD Corning Gorilla Glass 3              | 5.5"            | 720 x 1280 px (HD, ~267 ppi)        | Não        | Qualcomm Snapdragon 435 8x 1.4 GHz Cortex-A53                                             | Adreno 505 @450 MHz    | 3 GB 4 GB (LPDDR3)                             | 32 GB 64 GB (eMMC 5.1)                        | 13 MP, f/2.2                                                                        | 16 MP, f/2.5                       | 3080 mAh (Li-Ion | Android 7.1.2 (MIUI 8) | Android 7.1.2 (MIUI 11) |
| Redmi Note 5A India: Redmi Y1 Lite                                  | novembro de 2017   | IPS LCD Corning Gorilla Glass 3              | 5.5"            | 720 x 1280 px (HD, ~267 ppi)        | Não        | Qualcomm Snapdragon 425 4x 1.4 GHz Cortex-A53                                             | Adreno 308 @500 MHz    | 2 GB 3 GB 4 GB (LPDDR3)                        | 16 GB 32 GB 64 GB (eMMC 5.1)                  | 13 MP, f/2.2                                                                        | 5 MP, f/2.0                        | 3080 mAh (Li-Ion | Android 7.1.2 (MIUI 8) | Android 7.1.2 (MIUI 11) |
| Redmi Note 5 Global: Redmi 5 Plus                                   | fevereiro de 2018  | IPS LCD                                      | 5.99"           | 1080 x 2160 px (Full HD+, ~403 ppi) | Não        | Qualcomm Snapdragon 625 8x 2.0 GHz Cortex-A53                                             | Adreno 506 @650 MHz    | 3 GB 4 GB (LPDDR3)                             | 32 GB 64 GB (eMMC 5.1)                        | 12 MP, f/2.2                                                                        | 5 MP                               | 4000 mAh (Li-Po) | Android 8.1 (MIUI 9)   | Android 9 (MIUI 12)     |
| Redmi Note 5 Pro                                                    | fevereiro de 2018  | IPS LCD Corning Gorilla Glass                | 5.99"           | 1080 x 2160 px (Full HD+, ~403 ppi) | Não        | Qualcomm Snapdragon 636 4x 1.8 GHz Cortex-A73 + 4x 1.6 GHz Cortex-A53                     | Adreno 509 @720 MHz    | 4 GB 6 GB (LPDDR4X)                            | 64 GB (eMMC 5.1)                              | 12 MP, f/2.2 + 5 MP, f/2.0 (depth)                                                  | 20 MP, f/2.2                       | 4000 mAh (Li-Po) | Android 7.1.2 (MIUI 9) | Android 9 (MIUI 12)     |
| Redmi Note 5 AI Dual Camera                                         | março de 2018      | IPS LCD Corning Gorilla Glass                | 5.99"           | 1080 x 2160 px (Full HD+, ~403 ppi) | Não        | Qualcomm Snapdragon 636 4x 1.8 GHz Cortex-A73 + 4x 1.6 GHz Cortex-A53                     | Adreno 509 @720 MHz    | 3 GB 4 GB 6 GB (LPDDR4X)                       | 32 GB 64 GB (eMMC 5.1)                        | 12 MP, f/1.9 + 5 MP, f/2.0 (depth)                                                  | 13 MP, f/2.0                       | 4000 mAh (Li-Po) | Android 8.1 (MIUI 9)   | Android 9 (MIUI 12)     |
|                                                                     |                    |                                              |                 |                                     |            |                                                                                           |                        |                                                |                                               |                                                                                     |                                    |                  |                        |                         |
| Redmi Note 6 Pro                                                    | outubro de 2018    | IPS LCD Corning Gorilla Glass                | 6.26"           | 1080 x 2280 px (Full HD+, ~403 ppi) | Não        | Qualcomm Snapdragon 636 4x 1.8 GHz Cortex-A73 + 4x 1.6 GHz Cortex-A53                     | Adreno 509 @720 MHz    | 3 GB 4 GB 6 GB (LPDDR4X)                       | 32 GB 64 GB (eMMC 5.1)                        | 12 MP, f/1.9 + 5 MP, f/2.2 (depth)                                                  | 20 MP, f/2.0 + 2 MP, f/2.2 (depth) | 4000 mAh (Li-Po) | Android 8.1 (MIUI 9)   | Android 9 (MIUI 12)     |
|                                                                     |                    |                                              |                 |                                     |            |                                                                                           |                        |                                                |                                               |                                                                                     |                                    |                  |                        |                         |
| Redmi Note 7 (India)                                                | fevereiro de 2019  | IPS LCD Corning Gorilla Glass 5              | 6.3"            | 1080 x 2340 px (Full HD+, ~409 ppi) | Não        | Qualcomm Snapdragon 660 4x 2.2 GHz Cortex-A73 + 4x 1.84 GHz Cortex-A53                    | Adreno 512 @850 MHz    | 3 GB 4 GB 6 GB (LPDDR4X)                       | 32 GB 64 GB 128 GB (eMMC 5.1)                 | 12 MP, f/1.8 + 5 MP, f/2.2 (depth) India: 12 MP, f/2.2 + 2 MP, f/2.4 (depth)        | 13 MP, f/2.0                       | 4000 mAh (Li-Po) | Android 9 (MIUI 10)    | Android 10 (MIUI 12.5)  |
| Redmi Note 7 Pro                                                    | março de 2019      | IPS LCD Corning Gorilla Glass 5              | 6.3"            | 1080 x 2340 px (Full HD+, ~409 ppi) | Não        | Qualcomm Snapdragon 675 2x 2.0 GHz Cortex-A76 + 6x 1.7 GHz Cortex-A55                     | Adreno 612 @745 MHz    | 4 GB 6 GB (LPDDR4X)                            | 64 GB 128 GB (eMMC 5.1)                       | 48MP, f/1.8 + 5 MP, f/2.4 (depth)                                                   | 13 MP                              | 4000 mAh (Li-Po) | Android 9 (MIUI 10)    | Android 10 (MIUI 12.5)  |
| Redmi Note 7 India: Redmi Note 7S                                   | maio de 2019       | IPS LCD Corning Gorilla Glass 5              | 6.3"            | 1080 x 2340 px (Full HD+, ~409 ppi) | Não        | Qualcomm Snapdragon 660 4x 2.2 GHz Cortex-A73 + 4x 1.84 GHz Cortex-A53                    | Adreno 512 @850 MHz    | 3 GB 4 GB (LPDDR4X)                            | 32 GB 64 GB                                   | 48 MP, f/1.8 + 5 MP, f/2.2 (depth)                                                  | 13 MP, f/2.0                       | 4000 mAh (Li-Po) | Android 9 (MIUI 10)    | Android 10 (MIUI 12.5)  |
|                                                                     |                    |                                              |                 |                                     |            |                                                                                           |                        |                                                |                                               |                                                                                     |                                    |                  |                        |                         |
| Redmi Note 8                                                        | agosto de 2019     | IPS LCD Corning Gorilla Glass 5              | 6.3"            | 1080 x 2340 px (Full HD+, ~409 ppi) | Não        | Qualcomm Snapdragon 665 4x 2.0 GHz Cortex-A73 + 4x 1.8 GHz Cortex-A53                     | Adreno 610 @950 MHz    | 3 GB 4 GB 6 GB (LPDDR4X)                       | 32 GB 64 GB 128 GB (eMMC 5.1)                 | 48 MP, f/1.8 + 8 MP, f/2.2 (ultrawide) + 2 MP, f/2.4 (macro) + 2 MP, f/2.4 (depth)  | 13 MP, f/2.0                       | 4000 mAh (Li-Po) | Android 9 (MIUI 10)    | Android 11 (MIUI 12.5)  |
| Redmi Note 8 Pro                                                    | agosto de 2019     | IPS LCD Corning Gorilla Glass 5              | 6.53"           | 1080 x 2340 px (Full HD+, ~395 ppi) | Não        | Mediatek Helio G90T 2x 2.05 GHz Cortex-A76 + 6x 2.0 GHz Cortex-A55                        | Mali-G76 MC4 @800 MHz  | 6 GB (Global) 8 GB (China exclusivo) (LPDDR4X) | 64 GB 128 GB 256 GB (UFS 2.1)                 | 64 MP, f/1.9 + 8 MP, f/2.2 (ultrawide) + 2 MP, f/2.4 (macro) + 2 MP, f/2.4 (depth)  | 20 MP, f/2.0                       | 4500 mAh (Li-Po) | Android 9 (MIUI 10)    | Android 11 (MIUI 12.5)  |
| Redmi Note 8T Com NFC                                               | novembro de 2019   | IPS LCD Corning Gorilla Glass 5              | 6.3"            | 1080 x 2340 px (Full HD+, ~409 ppi) | Não        | Qualcomm Snapdragon 665 4x 2.0 GHz Cortex-A73 + 4x 1.8 GHz Cortex-A53                     | Adreno 610 @950 MHz    | 3 GB 4 GB (LPDDR4X)                            | 32 GB 64 GB 128 GB (eMMC 5.1)                 | 48 MP, f/1.8 + 8 MP, f/2.2 (ultrawide) + 2 MP, f/2.4 (macro) + 2 MP, f/2.4 (depth)  | 13 MP, f/2.0                       | 4000 mAh (Li-Po) | Android 9 (MIUI 10)    | Android 11 (MIUI 12.5)  |
| Redmi Note 8 2021                                                   | maio de 2021       | IPS LCD Corning Gorilla Glass 5              | 6.3"            | 1080 x 2340 px (Full HD+, ~409 ppi) | Não        | MediaTek Helio G85 2x 2.0 GHz Cortex-A75 + 6x 1.8 GHz Cortex-A55                          | Mali-G52 MC2 @1 GHz    | 3 GB 4 GB (LPDDR4X)                            | 64 GB 128 GB (eMMC 5.1)                       | 48 MP, f/1.8 + 8 MP, f/2.2 (ultrawide) + 2 MP, f/2.4 (macro) + 2 MP, f/2.4 (depth)  | 13 MP, f/2.0                       | 4000 mAh (Li-Po) | Android 11 (MIUI 12.5) | Android 12 (MIUI 13)    |
|                                                                     |                    |                                              |                 |                                     |            |                                                                                           |                        |                                                |                                               |                                                                                     |                                    |                  |                        |                         |
| Redmi Note 9 Pro (India)                                            | março de 2020      | IPS LCD Corning Gorilla Glass 5              | 6.67"           | 1080 x 2400 px (Full HD+, ~395 ppi) | Não        | Qualcomm Snapdragon 720G 2x 2.3 GHz Cortex-A76 + 6x 1.8 GHz Cortex-A55                    | Adreno 618 @700 MHz    | 4 GB 6 GB (LPDDR4X)                            | 64 GB 128 GB (UFS 2.1)                        | 48 MP, f/1.8 + 8 MP, f/2.2 (ultrawide) + 5 MP, f/2.4 (macro) + 2 MP, f/2.4 (depth)  | 16 MP, f/2.5                       | 5020 mAh (Li-Po) | Android 10 (MIUI 11)   | Android 11 (MIUI 12.5)  |
| Redmi Note 9S                                                       | abril de 2020      | IPS LCD Corning Gorilla Glass 5              | 6.67"           | 1080 x 2400 px (Full HD+, ~395 ppi) | Não        | Qualcomm Snapdragon 720G 2x 2.3 GHz Cortex-A76 + 6x 1.8 GHz Cortex-A55                    | Adreno 618 @700 MHz    | 4 GB 6 GB (LPDDR4X)                            | 64 GB 128 GB (UFS 2.1)                        | 48 MP, f/1.8 + 8 MP, f/2.2 (ultrawide) + 5 MP, f/2.4 (macro) + 2 MP, f/2.4 (depth)  | 16 MP, f/2.5                       | 5020 mAh (Li-Po) | Android 10 (MIUI 11)   | Android 12 (MIUI 13)    |
| Redmi Note 9 Pro                                                    | maio de 2020       | IPS LCD Corning Gorilla Glass 5              | 6.67"           | 1080 x 2400 px (Full HD+, ~395 ppi) | Não        | Qualcomm Snapdragon 720G 2x 2.3 GHz Cortex-A76 + 6x 1.8 GHz Cortex-A55                    | Adreno 618 @700 MHz    | 6 GB 8 GB (LPDDR4X)                            | 64 GB 128 GB (UFS 2.1)                        | 64 MP, f/1.9 + 8 MP, f/2.2 (ultrawide) + 5 MP, f/2.4 (macro) + 2 MP, f/2.4 (depth)  | 16 MP, f/2.5                       | 5020 mAh (Li-Po) | Android 10 (MIUI 11)   | Android 12 (MIUI 13)    |
| Redmi Note 9 Pro Max                                                | maio de 2020       | IPS LCD Corning Gorilla Glass 5              | 6.67"           | 1080 x 2400 px (Full HD+, ~395 ppi) | Não        | Qualcomm Snapdragon 720G 2x 2.3 GHz Cortex-A76 + 6x 1.8 GHz Cortex-A55                    | Adreno 618 @700 MHz    | 6 GB 8 GB (LPDDR4X)                            | 64 GB 128 GB (UFS 2.1)                        | 64 MP, f/1.9 + 8 MP, f/2.2 (ultrawide) + 5 MP, f/2.4 (macro) + 2 MP, f/2.4 (depth)  | 32 MP                              | 5020 mAh (Li-Po) | Android 10 (MIUI 11)   | Android 11 (MIUI 12.5)  |
| Redmi Note 9 China: Redmi 10X 4G                                    | maio de 2020       | IPS LCD Corning Gorilla Glass 5              | 6.53"           | 1080 x 2340 px (Full HD+, ~395 ppi) | Não        | MediaTek Helio G85 2x 2.0 GHz Cortex-A75 + 6x 1.8 GHz Cortex-A55                          | Mali-G52 MC2 @1 GHz    | 3 GB 4 GB 6 GB (LPDDR4X)                       | 64 GB 128 GB                                  | 48 MP, f/1.8 + 8 MP, f/2.2 (ultrawide) + 2 MP, f/2.4 (macro) + 2 MP, f/2.4 (depth)  | 13 MP, f/2.3                       | 5020 mAh (Li-Po) | Android 10 (MIUI 11)   | Android 12 (MIUI 13)    |
| Redmi Note 9 4G                                                     | novembro de 2020   | IPS LCD Corning Gorilla Glass 3              | 6.53"           | 1080 x 2340 px (Full HD+, ~395 ppi) | Não        | Qualcomm Snapdragon 662 4x 2.0 GHz Cortex-A73 + 4x 1.8 GHz Cortex-A53                     | Adreno 610 @750 MHz    | 4 GB 6 GB 8 GB (LPDDR4X)                       | 128 GB 256 GB (UFS 2.2)                       | 48 MP, f/1.8 + 8 MP, f/2.2 (ultrawide) + 2 MP, f/2.4 (depth)                        | 8 MP, f/2.0                        | 6000 mAh (Li-Po) | Android 10 (MIUI 12)   | Android 12 (MIUI 13)    |
| Redmi Note 9 5G                                                     | dezembro de 2020   | IPS LCD Corning Gorilla Glass 5              | 6.53"           | 1080 x 2340 px (Full HD+, ~395 ppi) | Sim        | MediaTek Dimensity 800U 2x 2.4 GHz Cortex-A76 + 6x 2.0 GHz Cortex-A55                     | Mali-G57 MC3 @850 MHz  | 4 GB 6 GB 8 GB (LPDDR4X)                       | 128 GB 256 GB (UFS 2.2)                       | 48 MP, f/1.8 + 8 MP, f/2.2 (ultrawide) + 2 MP, f/2.4 (macro)                        | 13 MP, f/2.3                       | 5000 mAh (Li-Po) | Android 10 (MIUI 12)   | Android 12 (MIUI 13)    |
| Redmi Note 9 Pro 5G Global: Xiaomi Mi 10T Lite India: Xiaomi Mi 10i | dezembro de 2020   | IPS LCD, 120 Hz Corning Gorilla Glass 5      | 6.67"           | 1080 x 2400 px (Full HD+, ~395 ppi) | Sim        | Qualcomm Snapdragon 750G 2x 2.2 GHz Cortex-A77 + 6x 1.8 GHz Cortex-A55                    | Adreno 619 @950 MHz    | 6 GB 8 GB (LPDDR4X)                            | 128 GB 256 GB (UFS 2.2)                       | 108 MP, f/1.8 + 8 MP, f/2.2 (ultrawide) + 2 MP, f/2.4 (macro) + 2 MP, f/2.4 (depth) | 16 MP, f/2.5                       | 4820 mAh (Li-Po) | Android 10 (MIUI 12)   | Android 12 (MIUI 13)    |
| Redmi Note 9T                                                       | janeiro de 2021    | IPS LCD Corning Gorilla Glass 5              | 6.53"           | 1080 x 2340 px (Full HD+, ~395 ppi) | Sim        | MediaTek Dimensity 800U 2x 2.4 GHz Cortex-A76 + 6x 2.0 GHz Cortex-A55                     | Mali-G57 MC3 @850 MHz  | 4 GB 6 GB (LPDDR4X)                            | 64 GB 128 GB UFS 2.1 (64 GB) UFS 2.2 (128 GB) | 48 MP, f/1.8 + 2 MP, f/2.4 (macro) + 2 MP, f/2.4 (depth)                            | 13 MP, f/2.3                       | 5000 mAh (Li-Po) | Android 10 (MIUI 12)   | Android 12 (MIUI 13)    |
|                                                                     |                    |                                              |                 |                                     |            |                                                                                           |                        |                                                |                                               |                                                                                     |                                    |                  |                        |                         |
| Redmi Note 10                                                       | março de 2021      | Super AMOLED Corning Gorilla Glass 3         | 6.43"           | 1080 x 2400 px (Full HD+, ~409 ppi) | Não        | Qualcomm Snapdragon 678 2x 2.2 GHz Cortex-A76 + 6x 1.7 GHz Cortex-A55                     | Adreno 612 @845 MHz    | 4 GB 6 GB (LPDDR4X)                            | 64 GB 128 GB (UFS 2.2)                        | 48 MP, f/1.8 + 8 MP, f/2.2 (ultrawide) + 2 MP, f/2.4 (macro) + 2 MP, f/2.4 (depth)  | 13 MP, f/2.5                       | 5000 mAh (Li-Po) | Android 11 (MIUI 12)   | Android 12 (MIUI 13)    |
| Redmi Note 10 Pro (India)                                           | março de 2021      | Super AMOLED, 120 Hz Corning Gorilla Glass 5 | 6.67"           | 1080 x 2400 px (Full HD+, ~395 ppi) | Não        | Qualcomm Snapdragon 732G 2x 2.3 GHz Cortex-A76 + 6x 1.8 GHz Cortex-A55                    | Adreno 618 @825 MHz    | 6 GB 8 GB (LPDDR4X)                            | 64 GB 128 GB (UFS 2.2)                        | 64 MP, f/1.9 + 8 MP, f/2.2 (ultrawide) + 5 MP, f/2.4 (macro) + 2 MP, f/2.4 (depth)  | 16 MP, f/2.5                       | 5020 mAh (Li-Po) | Android 11 (MIUI 12)   | Android 12 (MIUI 13)    |
| Redmi Note 10 Pro Max                                               | março de 2021      | Super AMOLED, 120 Hz Corning Gorilla Glass 5 | 6.67"           | 1080 x 2400 px (Full HD+, ~395 ppi) | Não        | Qualcomm Snapdragon 732G 2x 2.3 GHz Cortex-A76 + 6x 1.8 GHz Cortex-A55                    | Adreno 618 @825 MHz    | 6 GB 8 GB (LPDDR4X)                            | 64 GB 128 GB (UFS 2.2)                        | 108 MP, f/1.9 + 8 MP, f/2.2 (ultrawide) + 5 MP, f/2.4 (macro) + 2 MP, f/2.4 (depth) | 16 MP, f/2.5                       | 5020 mAh (Li-Po) | Android 11 (MIUI 12)   | Android 12 (MIUI 13)    |
| Redmi Note 10 Pro                                                   | março de 2021      | AMOLED, 120 Hz Corning Gorilla Glass 5       | 6.67"           | 1080 x 2400 px (Full HD+, ~395 ppi) | Não        | Qualcomm Snapdragon 732G 2x 2.3 GHz Cortex-A76 + 6x 1.8 GHz Cortex-A55                    | Adreno 618 @825 MHz    | 6 GB 8 GB (LPDDR4X)                            | 64 GB 128 GB (UFS 2.2)                        | 108 MP, f/1.9 + 8 MP, f/2.2 (ultrawide) + 5 MP, f/2.4 (macro) + 2 MP, f/2.4 (depth) | 16 MP, f/2.5                       | 5020 mAh (Li-Po) | Android 11 (MIUI 12)   | Android 12 (MIUI 13)    |
| Redmi Note 10S                                                      | abril de 2021      | Super AMOLED Corning Gorilla Glass 3         | 6.53"           | 1080 x 2400 px (Full HD+, ~409 ppi) | Não        | Mediatek Helio G95 2x 2.05 GHz Cortex-A76 + 6x 2.0 GHz Cortex-A55                         | Mali-G76 MC4 @900 MHz  | 6 GB 8 GB (LPDDR4X)                            | 64 GB 128 GB (UFS 2.2)                        | 64 MP, f/1.8 + 8 MP, f/2.2 (ultrawide) + 2 MP, f/2.4 (macro) + 2 MP, f/2.4 (depth)  | 13 MP, f/2.5                       | 5000 mAh (Li-Po) | Android 11 (MIUI 12.5) | Android 12 (MIUI 13)    |
| Redmi Note 10 5G                                                    | abril de 2021      | IPS LCD, 90 Hz Corning Gorilla Glass 3       | 6.5"            | 1080 x 2400 px (Full HD+, ~405 ppi) | Sim        | MediaTek Dimensity 700 2x 2.2 GHz Cortex-A76 + 6x 2.0 GHz Cortex-A55                      | Mali-G57 MC2 @950 MHz  | 4 GB 6 GB 8 GB (LPDDR4X)                       | 64 GB 128 GB 256 GB (UFS 2.2)                 | 48 MP, f/1.8 + 2 MP, f/2.4 (macro) + 2 MP, f/2.4 (depth)                            | 8 MP, f/2.0                        | 5000 mAh (Li-Po) | Android 11 (MIUI 12)   | Android 12 (MIUI 13)    |
| Redmi Note 10 Pro (China) Global: POCO X3 GT                        | junho de 2021      | IPS LCD, 120 Hz Corning Gorilla Glass Victus | 6.6"            | 1080 x 2400 px (Full HD+, ~399 ppi) | Sim        | MediaTek Dimensity 1100 4x 2.6 GHz Cortex-A78 + 4x 2.0 GHz Cortex-A55                     | Mali-G77 MC9 @850 MHz  | 6 GB 8 GB (LPDDR4X)                            | 128 GB 256 GB (UFS 3.1)                       | 64 MP, f/1.8 + 8 MP, f/2.2 (ultrawide) + 2 MP, f/2.4 (macro)                        | 16 MP, f/2.5                       | 5000 mAh (Li-Po) | Android 11 (MIUI 12.5) | Android 12 (MIUI 13)    |
| Redmi Note 10T 5G                                                   | julho de 2021      | IPS LCD, 90 Hz Corning Gorilla Glass 3       | 6.5"            | 1080 x 2400 px (Full HD+, ~405 ppi) | Sim        | MediaTek Dimensity 700 2x 2.2 GHz Cortex-A76 + 6x 2.0 GHz Cortex-A55                      | Mali-G57 MC2 @950 MHz  | 4 GB 6 GB (LPDDR4X)                            | 64 GB 128 GB (UFS 2.2)                        | 48 MP, f/1.8 + 2 MP, f/2.4 (macro) + 2 MP, f/2.4 (depth)                            | 8 MP, f/2.0                        | 5000 mAh (Li-Po) | Android 11 (MIUI 12)   | Android 12 (MIUI 13)    |
| Redmi Note 10 JE                                                    | agosto de 2021     | IPS LCD, 90 Hz Corning Gorilla Glass 3       | 6.5"            | 1080 x 2400 px (Full HD+, ~405 ppi) | Sim        | Qualcomm Snapdragon 480 2x 2.0 GHz Cortex-A76 + 6x 1.8 GHz Cortex-A55                     | Adreno 619 @825 MHz    | 4 GB (LPDDR4X)                                 | 64 GB (UFS 2.2)                               | 48 MP, f/1.8 + 2 MP, f/2.4 (macro) + 2 MP, f/2.4 (depth)                            | 8 MP, f/2.0                        | 4800 mAh (Li-Po) | Android 11 (MIUI 12.5) | Android 12 (MIUI 13)    |
| Redmi Note 10 Lite                                                  | outubro de 2021    | IPS LCD Corning Gorilla Glass 5              | 6.67"           | 1080 x 2400 px (Full HD+, ~395 ppi) | Não        | Qualcomm Snapdragon 720G 2x 2.3 GHz Cortex-A76 + 6x 1.8 GHz Cortex-A55                    | Adreno 618 @700 MHz    | 4 GB 6 GB (LPDDR4X)                            | 64 GB 128 GB (UFS 2.1)                        | 48 MP, f/1.9 + 8 MP, f/2.2 (ultrawide) + 5 MP, f/2.4 (macro) + 2 MP, f/2.4 (depth)  | 16 MP, f/2.5                       | 5020 mAh (Li-Po) | Android 10 (MIUI 12)   | Android 11 (MIUI 12.5)  |
| Redmi Note 10T (Japan)                                              | abril de 2022      | IPS LCD, 90 Hz Corning Gorilla Glass 3       | 6.5"            | 1080 x 2400 px (Full HD+, ~405 ppi) | Sim        | Qualcomm Snapdragon 480 2x 2.0 GHz Cortex-A76 + 6x 1.8 GHz Cortex-A55                     | Adreno 619 @825 MHz    | 4 GB (LPDDR4X)                                 | 64 GB (UFS 2.2)                               | 50 MP, f/1.8 + 2 MP, f/2.4 (depth)                                                  | 8 MP, f/2.0                        | 5000 mAh (Li-Po) | Android 11 (MIUI 13)   | Android 11 (MIUI 13)    |
|                                                                     |                    |                                              |                 |                                     |            |                                                                                           |                        |                                                |                                               |                                                                                     |                                    |                  |                        |                         |
| Redmi Note 11 Pro (China) India: Xiaomi 11i                         | novembro de 2021   | Super AMOLED, 120 Hz Corning Gorilla Glass 5 | 6.67"           | 1080 x 2400 px (Full HD+, ~395 ppi) | Sim        | MediaTek Dimensity 920 2x 2.5 GHz Cortex-A78 + 6x 2.0 GHz Cortex-A55                      | Mali-G68 MC4 @900 MHz  | 6 GB 8 GB (LPDDR4X)                            | 128 GB 256 GB (UFS 2.2)                       | 108 MP, f/1.9 + 8 MP, f/2.2 (ultrawide) + 2 MP, f/2.4 (telephoto macro)             | 16 MP, f/2.5                       | 5160 mAh (Li-Po) | Android 11 (MIUI 12.5) | Android 12 (MIUI 13)    |
| Redmi Note 11 Pro+ 5G India: Xiaomi 11i HyperCharge 5G              | novembro de 2021   | Super AMOLED, 120 Hz Corning Gorilla Glass 5 | 6.67"           | 1080 x 2400 px (Full HD+, ~395 ppi) | Sim        | MediaTek Dimensity 920 2x 2.5 GHz Cortex-A78 + 6x 2.0 GHz Cortex-A55                      | Mali-G68 MC4 @900 MHz  | 6 GB 8 GB (LPDDR4X)                            | 128 GB 256 GB (UFS 2.2)                       | 108 MP, f/1.9 + 8 MP, f/2.2 (ultrawide) + 2 MP, f/2.4 (telephoto macro)             | 16 MP, f/2.5                       | 4500 mAh (Li-Po) | Android 11 (MIUI 12.5) | Android 12 (MIUI 13)    |
| Redmi Note 11 4G                                                    | dezembro de 2021   | IPS LCD, 90 Hz Corning Gorilla Glass 5       | 6.5"            | 1080 x 2400 px (Full HD+, ~405 ppi) | Não        | MediaTek Helio G88 2x 2.0 GHz Cortex-A75 + 6x 1.8 GHz Cortex-A55                          | Mali-G52 MC2 @1 GHz    | 4 GB 6 GB (LPDDR4X)                            | 128 GB                                        | 50 MP, f/1.8 + 8 MP, f/2.2 (ultrawide) + 2 MP, f/2.4 (macro)                        | 8 MP, f/2.0                        | 5000 mAh (Li-Po) | Android 11 (MIUI 12.5) | Android 12 (MIUI 13)    |
| Redmi Note 11T 5G                                                   | dezembro de 2021   | IPS LCD, 90 Hz Corning Gorilla Glass 3       | 6.6"            | 1080 x 2400 px (Full HD+, ~399 ppi) | Sim        | MediaTek Dimensity 810 2x 2.4 GHz Cortex-A76 + 6x 2.0 GHz Cortex-A55                      | Mali-G57 MC2 @950 MHz  | 4 GB 6 GB 8 GB (LPDDR4X)                       | 64 GB 128 GB (UFS 2.2)                        | 50 MP, f/1.8 + 8 MP, f/2.2 (ultrawide)                                              | 16 MP, f/2.5                       | 5000 mAh (Li-Po) | Android 11 (MIUI 12.5) | Android 12 (MIUI 13)    |
| Redmi Note 11                                                       | fevereiro de 2022  | AMOLED, 90 Hz Corning Gorilla Glass 3        | 6.43"           | 1080 x 2400 px (Full HD+, ~409 ppi) | Não        | Qualcomm Snapdragon 680 4x 2.4 GHz Cortex-A76 + 4x 1.9 GHz Cortex-A55                     | Adreno 610             | 4 GB 6 GB (LPDDR4X)                            | 64 GB 128 GB (UFS 2.2)                        | 50 MP, f/1.8 + 8 MP, f/2.2 (ultrawide) + 2 MP, f/2.4 (macro) + 2 MP, f/2.4 (depth)  | 13 MP, f/2.4                       | 5000 mAh (Li-Po) | Android 11 (MIUI 13)   | Android 12 (MIUI 13)    |
| Redmi Note 11S                                                      | fevereiro de 2022  | AMOLED, 90 Hz Corning Gorilla Glass 3        | 6.43"           | 1080 x 2400 px (Full HD+, ~409 ppi) | Não        | Mediatek Helio G96 2x 2.05 GHz Cortex-A76 + 6x 2.0 GHz Cortex-A55                         | Mali-G57 MC2           | 6 GB 8 GB (LPDDR4X)                            | 64 GB 128 GB (UFS 2.2)                        | 108 MP, f/1.9 + 8 MP, f/2.2 (ultrawide) + 2 MP, f/2.4 (macro) + 2 MP, f/2.4 (depth) | 16 MP, f/2.5                       | 5000 mAh (Li-Po) | Android 11 (MIUI 13)   | Android 12 (MIUI 13)    |
| Redmi Note 11 Pro                                                   | fevereiro de 2022  | Super AMOLED, 120 Hz Corning Gorilla Glass 5 | 6.67"           | 1080 x 2400 px (Full HD+, ~395 ppi) | Não        | Mediatek Helio G96 2x 2.05 GHz Cortex-A76 + 6x 2.0 GHz Cortex-A55                         | Mali-G57 MC2           | 6 GB 8 GB (LPDDR4X)                            | 64 GB 128 GB (UFS 2.2)                        | 108 MP, f/1.9 + 8 MP, f/2.2 (ultrawide) + 2 MP, f/2.4 (macro) + 2 MP, f/2.4 (depth) | 16 MP, f/2.5                       | 5000 mAh (Li-Po) | Android 11 (MIUI 13)   | Android 12 (MIUI 13)    |
| Redmi Note 11 Pro 5G POCO X4 Pro 5G                                 | fevereiro de 2022  | Super AMOLED, 120 Hz Corning Gorilla Glass 5 | 6.67"           | 1080 x 2400 px (Full HD+, ~395 ppi) | Sim        | Qualcomm Snapdragon 695 2x 2.2 GHz Cortex-A76 + 6x 1.7 GHz Cortex-A55                     | Adreno 619             | 4 GB 6 GB 8 GB (LPDDR4X)                       | 64 GB 128 GB (UFS 2.2)                        | 108 MP, f/1.9 + 8 MP, f/2.2 (ultrawide) + 2 MP, f/2.4 (macro)                       | 16 MP, f/2.5                       | 5000 mAh (Li-Po) | Android 11 (MIUI 13)   | Android 12 (MIUI 13)    |
| Redmi Note 11 Pro+ 5G (India)                                       | março de 2022      | Super AMOLED, 120 Hz Corning Gorilla Glass 5 | 6.67"           | 1080 x 2400 px (Full HD+, ~395 ppi) | Sim        | Qualcomm Snapdragon 695 2x 2.2 GHz Cortex-A76 + 6x 1.7 GHz Cortex-A55                     | Adreno 619             | 4 GB 6 GB 8 GB (LPDDR4X)                       | 64 GB 128 GB 256 GB (UFS 2.2)                 | 108 MP, f/1.9 + 8 MP, f/2.2 (ultrawide) + 2 MP, f/2.4 (macro)                       | 16 MP, f/2.5                       | 5000 mAh (Li-Po) | Android 11 (MIUI 13)   | Android 12 (MIUI 13)    |
| Redmi Note 11E Pro                                                  | março de 2022      | Super AMOLED, 120 Hz Corning Gorilla Glass 5 | 6.67"           | 1080 x 2400 px (Full HD+, ~395 ppi) | Sim        | Qualcomm Snapdragon 695 2x 2.2 GHz Cortex-A76 + 6x 1.7 GHz Cortex-A55                     | Adreno 619             | 4 GB 6 GB (LPDDR4X)                            | 128 GB 256 GB (UFS 2.2)                       | 108 MP, f/1.9 + 8 MP, f/2.2 (ultrawide) + 2 MP, f/2.4 (macro)                       | 16 MP, f/2.5                       | 5000 mAh (Li-Po) | Android 11 (MIUI 13)   | Android 12 (MIUI 13)    |
| Redmi Note 11E Global: Redmi 10 5G                                  | março de 2022      | IPS LCD, 90 Hz Corning Gorilla Glass 3       | 6.58"           | 1080 x 2400 px (Full HD+, ~395 ppi) | Sim        | MediaTek Dimensity 700 2x 2.2 GHz Cortex-A76 + 6x 2.0 GHz Cortex-A55                      | Mali-G57 MC2 @950 MHz  | 4 GB 6 GB (LPDDR4X)                            | 128 GB (UFS 2.2)                              | 50 MP, f/1.8 + 2 MP, f/2.4 (depth)                                                  | 5 MP                               | 5000 mAh (Li-Po) | Android 12 (MIUI 13)   | Android 12 (MIUI 13)    |
| Redmi Note 11S 5G                                                   | abril de 2022      | IPS LCD, 90 Hz Corning Gorilla Glass 3       | 6.6"            | 1080 x 2400 px (Full HD+, ~399 ppi) | Sim        | MediaTek Dimensity 810 2x 2.4 GHz Cortex-A76 + 6x 2.0 GHz Cortex-A55                      | Mali-G57 MC2 @950 MHz  | 4 GB 6 GB (LPDDR4X)                            | 64 GB 128 GB (UFS 2.2)                        | 50 MP, f/1.8 + 8 MP, f/2.2 (ultrawide) 2 MP, f/2.4 (macro)                          | 13 MP, f/2.4                       | 5000 mAh (Li-Po) | Android 11 (MIUI 13)   | Android 12 (MIUI 13)    |
| Redmi Note 11SE Global: POCO M3 Pro                                 | maio de 2022       | IPS LCD, 90 Hz Corning Gorilla Glass 3       | 6.5"            | 1080 x 2400 px (Full HD+, ~405 ppi) | Sim        | MediaTek Dimensity 700 2x 2.2 GHz Cortex-A76 + 6x 2.0 GHz Cortex-A55                      | Mali-G57 MC2 @950 MHz  | 4 GB 8 GB (LPDDR4X)                            | 128 GB (UFS 2.2)                              | 48 MP, f/1.8 + 2 MP, f/2.4 (depth)                                                  | 8 MP, f/2.0                        | 5000 mAh (Li-Po) | Android 11 (MIUI 12)   | Android 12 (MIUI 13)    |
| Redmi Note 11T Pro Global: POCO X4 GT India: Redmi K50i             | maio de 2022       | IPS LCD, 144 Hz Corning Gorilla Glass 5      | 6.6"            | 1080 x 2460 px (Full HD+, ~407 ppi) | Sim        | MediaTek Dimensity 8100 4x 2.85 GHz Cortex-A78 + 4x 2.0 GHz Cortex-A55                    | Mali-G610 MC6          | 6 GB 8 GB (LPDDR5)                             | 128 GB 256 GB (UFS 3.1)                       | 64 MP + 8 MP, f/2.2 (ultrawide) + 2 MP, f/2.4 (macro)                               | 16 MP                              | 5080 mAh (Li-Po) | Android 12 (MIUI 13)   | Android 12 (MIUI 13)    |
| Redmi Note 11T Pro+                                                 | maio de 2022       | IPS LCD, 144 Hz Corning Gorilla Glass 5      | 6.6"            | 1080 x 2460 px (Full HD+, ~407 ppi) | Sim        | MediaTek Dimensity 8100 4x 2.85 GHz Cortex-A78 + 4x 2.0 GHz Cortex-A55                    | Mali-G610 MC6          | 8 GB ([LPDDR5)                                 | 128 GB 256 GB 512 GB (UFS 3.1)                | 64 MP + 8 MP, f/2.2 (ultrawide) + 2 MP, f/2.4 (macro)                               | 16 MP                              | 4400 mAh (Li-Po) | Android 12 (MIUI 13)   | Android 12 (MIUI 13)    |
| Redmi Note 11 SE (India)                                            | agosto de 2022     | Super AMOLED Corning Gorilla Glass 3         | 6.43"           | 1080 x 2400 px (Full HD+, ~409 ppi) | Não        | Mediatek Helio G95 2x 2.05 GHz Cortex-A76 + 6x 2.0 GHz Cortex-A55                         | Mali-G76 MC4 @900 MHz  | 6 GB 8 GB (LPDDR4X)                            | 64 GB 128 GB (UFS 2.2)                        | 64 MP, f/1.9 + 8 MP, f/2.2 (ultrawide) + 2 MP, f/2.4 (macro) + 2 MP, f/2.4 (depth)  | 13 MP, f/2.5                       | 5000 mAh (Li-Po) | Android 11 (MIUI 12.5) | Android 12 (MIUI 13)    |
| Redmi Note 11R                                                      | setembro de 2022   | IPS LCD, 90 Hz                               | 6.58"           | 1080 x 2408 px (Full HD+, ~401 ppi) | Sim        | MediaTek Dimensity 700 2x 2.2 GHz Cortex-A76 + 6x 2.0 GHz Cortex-A55                      | Mali-G57 MC2 @900 MHz  | 4 GB 6 GB 8 GB (LPDDR4X)                       | 128 GB (UFS 2.2)                              | 13 MP, f/2.2 + 2 MP, f/2.4 (depth)                                                  | 5 MP, f/2.2                        | 5000 mAh (Li-Po) | Android 12 (MIUI 13)   | Android 12 (MIUI 13)    |
| Modelo                                                              | Data de lançamento | Tipo de tela                                 | Tamanho da tela | Resolução da tela                   | Suporte 5G | SoC                                                                                       | GPU                    | RAM                                            | Armazenamento interno                         | Traseira                                                                            | Frontal                            | Bateria          | Inicial                | Atual                   |
| Modelo                                                              | Data de lançamento | Tipo de tela                                 | Tamanho da tela | Resolução da tela                   | Suporte 5G | SoC                                                                                       | GPU                    | RAM                                            | Armazenamento interno                         | Câmera                                                                              | Câmera                             | Bateria          | Sistema operacional    | Sistema operacional     |

### Redmi K
| Modelo                                          | Data de lançamento | Tipo de tela                                 | Tamanho da tela | Resolução da tela                   | Suporte 5G | SoC                                                                                                  | GPU                     | RAM                       | Armazenamento interno                                                             | Câmera                                                                                        | Câmera                             | Bateria          | Sistema operacional    | Sistema operacional    |
| Modelo                                          | Data de lançamento | Tipo de tela                                 | Tamanho da tela | Resolução da tela                   | Suporte 5G | SoC                                                                                                  | GPU                     | RAM                       | Armazenamento interno                                                             | Traseira                                                                                      | Frontal                            | Bateria          | Inicial                | Atual                  |
| ----------------------------------------------- | ------------------ | -------------------------------------------- | --------------- | ----------------------------------- | ---------- | --- | ----------------------- | ------------------------- | --------------------------------------------------------------------------------- | --------------------------------------------------------------------------------------------- | ---------------------------------- | ---------------- | ---------------------- | ---------------------- |
| Redmi K20 Global: Mi 9T                         | junho de 2019      | Super AMOLED Corning Gorilla Glass 5         | 6.39"           | 1080 x 2340 px (Full HD+, ~403 ppi) | Não        | Qualcomm Snapdragon 730 2x 2.2 GHz Cortex-A76 + 6x 1.8 GHz Cortex-A55                                | Adreno 618 @825 MHz     | 6 GB 8 GB (LPDDR4X)       | 64 GB 128 GB 256 GB (UFS 2.1)                                                     | 48 MP, f/1.8 + 8 MP, f/2.4 (telephoto) + 13 MP, f/2.4 (ultrawide)                             | 20 MP, f/2.2 (Pop-Up)              | 4000 mAh (Li-Po) | Android 9 (MIUI 10)    | Android 11 (MIUI 12.5) |
| Redmi K20 Pro Global: Mi 9T Pro                 | junho de 2019      | Super AMOLED Corning Gorilla Glass 5         | 6.39"           | 1080 x 2340 px (Full HD+, ~403 ppi) | Não        | Qualcomm Snapdragon 855 1x 2.84 GHz Cortex-A76 + 3x 2.42 GHz Cortex-A76 + 4x 1.80 GHz Cortex-A55     | Adreno 640 @585 MHz     | 6 GB 8 GB (LPDDR4X)       | 64 GB 128 GB 256 GB (UFS 2.1)                                                     | 48 MP, f/1.8 + 8 MP, f/2.4 (telephoto) + 13 MP, f/2.4 (ultrawide)                             | 20 MP, f/2.2 (Pop-Up)              | 4000 mAh (Li-Po) | Android 9 (MIUI 10)    | Android 11 (MIUI 12.5) |
| Redmi K20 Pro Premium                           | setembro de 2019   | Super AMOLED Corning Gorilla Glass 5         | 6.39"           | 1080 x 2340 px (Full HD+, ~403 ppi) | Não        | Qualcomm Snapdragon 855+ 1x 2.96 GHz + 3x 2.42 GHz + 4x 1.80 GHz                                     | Adreno 640 @675 MHz     | 8 GB 12 GB (LPDDR4X)      | 128 GB 256 GB (UFS 2.1)                                                           | 48 MP, f/1.8 + 8 MP, f/2.4 (telephoto) + 13 MP, f/2.4 (ultrawide)                             | 20 MP, f/2.2 (Pop-Up)              | 4000 mAh (Li-Po) | Android 9 (MIUI 10)    | Android 11 (MIUI 12.5) |
|                                                 |                    |                                              |                 |                                     |            | |                         |                           |                                                                                   |                                                                                               |                                    |                  |                        |                        |
| Redmi K30 India: POCO X2                        | dezembro de 2019   | IPS LCD, 120 Hz Corning Gorilla Glass 5      | 6.67"           | 1080 x 2400 px (Full HD+, ~395 ppi) | Não        | Qualcomm Snapdragon 730G 2x 2.2 GHz Cortex-A76 + 6x 1.8 GHz Cortex-A55                               | Adreno 618 @825 MHz     | 6 GB 8 GB (LPDDR4X)       | 64 GB 128 GB 256 GB (UFS 2.1)                                                     | 64 MP, f/1.9 + 8 MP, f/2.2 (ultrawide) + 2 MP, f/2.4 (macro) + 2 MP, f/2.4 (depth)            | 20 MP, f/2.2 + 2 MP, f/2.4 (Depth) | 4500 mAh (Li-Po) | Android 10 (MIUI 11)   | Android 12 (MIUI 13)   |
| Redmi K30 5G                                    | janeiro de 2020    | IPS LCD, 120 Hz Corning Gorilla Glass 5      | 6.67"           | 1080 x 2400 px (Full HD+, ~395 ppi) | Sim        | Qualcomm Snapdragon 765G 1x 2.4 GHz Cortex-A76 + 1x 2.2 GHz Cortex-A76 + 6x 1.8 GHz Cortex-A55       | Adreno 620 @625 MHz     | 6 GB 8 GB (LPDDR4X)       | 64 GB 128 GB 256 GB (UFS 2.1)                                                     | 64 MP, f/1.9 + 8 MP, f/2.2 (ultrawide) + 5 MP, f/2.4 (macro) + 2 MP, f/2.4 (depth)            | 20 MP, f/2.2 + 2 MP, f/2.4 (Depth) | 4500 mAh (Li-Po) | Android 10 (MIUI 11)   | Android 12 (MIUI 13)   |
| Redmi K30 Pro Global: POCO F2 Pro               | março de 2020      | Super AMOLED Corning Gorilla Glass 5         | 6.67"           | 1080 x 2400 px (Full HD+, ~395 ppi) | Sim        | Qualcomm Snapdragon 865 1x 2.84 GHz + 3x 2.42 GHz + 4x 1.80 GHz                                      | Adreno 650 @587 MHz     | 6 GB 8 GB 12 GB (LPDDR4X) | 128 GB 256 GB (UFS 3.0: 128GB 6GB RAM) (UFS 3.1: 128GB 8/12GB RAM, 256GB 8GB RAM) | 64 MP, f/1.9 + 5 MP, f/2.2 (telephoto) + 13 MP, f/2.4 (ultrawide) + 2 MP, f/2.4 (depth)       | 20 MP (Pop-Up)                     | 4700 mAh (Li-Po) | Android 10 (MIUI 11)   | Android 12 (MIUI 13)   |
| Redmi K30 Pro Zoom                              | abril de 2020      | Super AMOLED Corning Gorilla Glass 5         | 6.67"           | 1080 x 2400 px (Full HD+, ~395 ppi) | Sim        | Qualcomm Snapdragon 865 1x 2.84 GHz + 3x 2.42 GHz + 4x 1.80 GHz                                      | Adreno 650 @587 MHz     | 8 GB 12 GB (LPDDR5)       | 128 GB 256 GB 512 GB (UFS 3.1)                                                    | 64 MP + 8 MP, f/2.2 (telephoto) + 13 MP (ultrawide) + 2 MP (depth)                            | 20 MP (Pop-Up)                     | 4700 mAh (Li-Po) | Android 10 (MIUI 11)   | Android 12 (MIUI 13)   |
| Redmi K30 5G Racing                             | maio de 2020       | IPS LCD, 120 Hz Corning Gorilla Glass 5      | 6.67"           | 1080 x 2400 px (Full HD+, ~395 ppi) | Sim        | Qualcomm Snapdragon 768G 1x 2.8 GHz Cortex-A76 + 1x 2.2 GHz Cortex-A76 + 6x 1.8 GHz Cortex-A55       | Adreno 620 @750 MHz     | 6 GB (LPDDR4X)            | 128 GB (UFS 2.1)                                                                  | 64 MP, f/1.9 + 8 MP, f/2.2 (ultrawide) + 5 MP, f/2.4 (macro) + 2 MP, f/2.4 (depth)            | 20 MP, f/2.2 + 2 MP, f/2.4 (depth) | 4500 mAh (Li-Po) | Android 10 (MIUI 11)   | Android 12 (MIUI 13)   |
| Redmi K30i 5G                                   | junho de 2020      | IPS LCD, 120 Hz Corning Gorilla Glass 5      | 6.67"           | 1080 x 2400 px (Full HD+, ~395 ppi) | Sim        | Qualcomm Snapdragon 765G 1x 2.4 GHz Cortex-A76 + 1x 2.2 GHz Cortex-A76 + 6x 1.8 GHz Cortex-A55       | Adreno 620 @625 MHz     | 6 GB 8 GB (LPDDR4X)       | 128 GB 256 GB (UFS 2.1)                                                           | 48 MP, f/1.9 + 8 MP, f/2.2 (ultrawide) + 2 MP, f/2.4 (macro) + 2 MP, f/2.4 (depth)            | 20 MP, f/2.2 + 2 MP, f/2.4 (depth) | 4500 mAh (Li-Po) | Android 10 (MIUI 11)   | Android 12 (MIUI 13)   |
| Redmi K30 Ultra                                 | agosto de 2020     | AMOLED, 120 Hz Corning Gorilla Glass 5       | 6.67"           | 1080 x 2400 px (Full HD+, ~395 ppi) | Sim        | MediaTek Dimensity 1000+ 4x 2.6 GHz Cortex-A77 + 4x 2.0 GHz Cortex-A55                               | Mali-G77 MC9 @850 MHz   | 6 GB 8 GB (LPDDR4X)       | 128 GB 256 GB 512 GB (UFS 2.2)                                                    | 64 MP, f/1.9 + 13 MP, f/2.4 (ultrawide) + 5 MP, f/2.2 (telephoto macro) + 2 MP, f/2.4 (depth) | 20 MP (Pop-Up)                     | 4500 mAh (Li-Po) | Android 10 (MIUI 12)   | Android 12 (MIUI 13)   |
| Redmi K30S Global: Xiaomi Mi 10T                | novembro de 2020   | IPS LCD, 144 Hz Corning Gorilla Glass 5      | 6.67"           | 1080 x 2400 px (Full HD+, ~395 ppi) | Sim        | Qualcomm Snapdragon 865 1x 2.84 GHz + 3x 2.42 GHz + 4x 1.80 GHz                                      | Adreno 650 @587 MHz     | 8 GB (LPDDR5)             | 128 GB 256 GB (UFS 3.1)                                                           | 64 MP, f/1.9 + 13 MP, f/2.4 (ultrawide) + 5 MP, f/2.4 (macro)                                 | 20 MP, f/2.2                       | 5000 mAh (Li-Po) | Android 10 (MIUI 12)   | Android 12 (MIUI 13)   |
|                                                 |                    |                                              |                 |                                     |            | |                         |                           |                                                                                   |                                                                                               |                                    |                  |                        |                        |
| Redmi K40 Global: POCO F3 India: Mi 11X         | fevereiro de 2021  | Super AMOLED, 120 Hz Corning Gorilla Glass 5 | 6.67"           | 1080 x 2400 px (Full HD+, ~395 ppi) | Sim        | Qualcomm Snapdragon 870 1x 3.2 GHz + 3x 2.42 GHz + 4x 1.80 GHz                                       | Adreno 650 @670 MHz     | 6 GB 8 GB 12 GB (LPDDR5)  | 128 GB 256 GB (UFS 3.1)                                                           | 48 MP, f/1.8 + 8 MP, f/2.2 (ultrawide) + 5 MP, f/2.4 (macro)                                  | 20 MP, f/2.5                       | 4520 mAh (Li-Po) | Android 11 (MIUI 12)   | Android 12 (MIUI 13)   |
| Redmi K40 Pro                                   | fevereiro de 2021  | Super AMOLED, 120 Hz Corning Gorilla Glass 5 | 6.67"           | 1080 x 2400 px (Full HD+, ~395 ppi) | Sim        | Qualcomm Snapdragon 888 1x 2.84 GHz Cortex-X1 + 3x 2.42 GHz Cortex-A78 + 4x 1.80 GHz Cortex-A55      | Adreno 660 @905 MHz     | 6 GB 8 GB (LPDDR5)        | 128 GB 256 GB (UFS 3.1)                                                           | 64 MP, f/1.9 + 8 MP, f/2.2 (ultrawide) + 5 MP, f/2.4 (macro)                                  | 20 MP, f/2.5                       | 4520 mAh (Li-Po) | Android 11 (MIUI 12)   | Android 12 (MIUI 13)   |
| Redmi K40 Pro+ Global: Mi 11i India: Mi 11X Pro | fevereiro de 2021  | Super AMOLED, 120 Hz Corning Gorilla Glass 5 | 6.67"           | 1080 x 2400 px (Full HD+, ~395 ppi) | Sim        | Qualcomm Snapdragon 888 1x 2.84 GHz Cortex-X1 + 3x 2.42 GHz Cortex-A78 + 4x 1.80 GHz Cortex-A55      | Adreno 660 @905 MHz     | 12 GB (LPDDR5)            | 256 GB (UFS 3.1)                                                                  | 108 MP, f/1.8 + 8 MP, f/2.2 (ultrawide) + 5 MP, f/2.4 (macro)                                 | 20 MP, f/2.5                       | 4520 mAh (Li-Po) | Android 11 (MIUI 12)   | Android 12 (MIUI 13)   |
| Redmi K40S                                      | março de 2021      | Super AMOLED, 120 Hz Corning Gorilla Glass 5 | 6.67"           | 1080 x 2400 px (Full HD+, ~395 ppi) | Sim        | Qualcomm Snapdragon 870 1x 3.2 GHz + 3x 2.42 GHz + 4x 1.80 GHz                                       | Adreno 650 @670 MHz     | 6 GB 8 GB 12 GB (LPDDR5)  | 128 GB 256 GB (UFS 3.1)                                                           | 48 MP, f/1.8 8 MP, f/2.2 (ultrawide) + 2 MP, f/2.4 (macro)                                    | 20 MP                              | 4500 mAh (Li-Po) | Android 12 (MIUI 13)   | Android 12 (MIUI 13)   |
| Redmi K40 Gaming                                | abril de 2021      | OLED, 120 Hz Corning Gorilla Glass 5         | 6.67"           | 1080 x 2400 px (Full HD+, ~395 ppi) | Sim        | MediaTek Dimensity 1200 1x 3.0 GHz Cortex-A78 + 3x 2.6 GHz Cortex-A78 + 4x 2.0 GHz Cortex-A55        | Mali-G77 MC9 @850 MHz   | 6 GB 8 GB 12 GB (LPDDR4X) | 128 GB 256 GB (UFS 3.1)                                                           | 64 MP, f/1.7 8 MP, f/2.2 (ultrawide) + 2 MP, f/2.4 (macro)                                    | 16 MP                              | 5065 mAh (Li-Po) | Android 11 (MIUI 12.5) | Android 12 (MIUI 13)   |
|                                                 |                    |                                              |                 |                                     |            | |                         |                           |                                                                                   |                                                                                               |                                    |                  |                        |                        |
| Redmi K50 Gaming Global: POCO F4 GT             | fevereiro de 2022  | OLED, 120 Hz Corning Gorilla Glass Victus    | 6.67"           | 1080 x 2400 px (Full HD+, ~395 ppi) | Yes        | Qualcomm Snapdragon 8 Gen 1 1x 3.0 GHz Cortex-X2 + 3x 2.5 GHz Cortex-A710 + 4x 1.8 GHz Cortex-A510   | Adreno 730 @818 MHz     | 8 GB 12 GB (LPDDR5)       | 128 GB 256 GB (UFS 3.1)                                                           | 64 MP, f/1.7 8 MP, f/2.2 (ultrawide) + 2 MP, f/2.4 (macro)                                    | 20 MP, f/2.5                       | 4700 mAh (Li-Po) | Android 12 (MIUI 13)   | Android 12 (MIUI 13)   |
| Redmi K50                                       | março de 2022      | OLED, 120 Hz Corning Gorilla Glass Victus    | 6.67"           | 1440 x 3200 px (Quad HD+, ~526 ppi) | Yes        | MediaTek Dimensity 8100 4x 2.5 GHz Cortex-A78 + 4x 2.0 GHz Cortex-A55                                | Mali-G610 MC6           | 8 GB 12 GB (LPDDR5)       | 128 GB 256 GB (UFS 3.1)                                                           | 48 MP, f/1.8 8 MP, f/2.2 (ultrawide) + 2 MP, f/2.4 (macro)                                    | 20 MP, f/2.5                       | 5500 mAh (Li-Po) | Android 12 (MIUI 13)   | Android 12 (MIUI 13)   |
| Redmi K50 Pro                                   | março de 2022      | OLED, 120 Hz Corning Gorilla Glass Victus    | 6.67"           | 1440 x 3200 px (Quad HD+, ~526 ppi) | Yes        | MediaTek Dimensity 9000 1x 3.05 GHz Cortex-X2 + 3x 2.85 GHz Cortex-A710 + 4x 1.8 GHz Cortex-A510     | Mali-G710 MC10 @850 MHz | 8 GB 12 GB (LPDDR5)       | 128 GB 256 GB 512 GB (UFS 3.1)                                                    | 108 MP, f/1.9 8 MP, f/2.2 (ultrawide) + 2 MP, f/2.4 (macro)                                   | 20 MP, f/2.5                       | 5000 mAh (Li-Po) | Android 12 (MIUI 13)   | Android 12 (MIUI 13)   |
| Redmi K50i                                      | julho de 2022      | FFS LCD, 144 Hz Corning Gorilla Glass 5      | 6.6"            | 1080 x 2460 px (Full HD+, ~407 ppi) | Yes        | MediaTek Dimensity 8100 4x 2.5 GHz Cortex-A78 + 4x 2.0 GHz Cortex-A55                                | Mali-G610 MC6           | 6 GB 8 GB (LPDDR5)        | 128 GB 256 GB (UFS 3.1)                                                           | 64 MP, f/1.9 + 8 MP, f/2.2 (ultrawide) + 2 MP, f/2.4 (macro)                                  | 16 MP, f/2.5                       | 5080 mAh (Li-Po) | Android 12 (MIUI 13)   | Android 12 (MIUI 13)   |
| Redmi K50 Ultra                                 | agosto de 2022     | OLED, 144 Hz                                 | 6.67"           | 1220 x 2712 px (~446 ppi)           | Yes        | Qualcomm Snapdragon 8+ Gen 1 1x 3.2 GHz Cortex-X2 + 3x 2.75 GHz Cortex-A710 + 4x 2.0 GHz Cortex-A510 | Adreno 730 @900 MHz     | 8 GB 12 GB (LPDDR5)       | 128 GB 256 GB 512 GB (UFS 3.1)                                                    | 108 MP, f/1.6 + 8 MP, f/2.2 (ultrawide) + 2 MP, f/2.4 (macro)                                 | 20 MP                              | 5000 mAh (Li-Po) | Android 12 (MIUI 13)   | Android 12 (MIUI 13)   |
| Modelo                                          | Data de lançamento | Tipo de tela                                 | Tamanho da tela | Resolução da tela                   | Suporte 5G | SoC                                                                                                  | GPU                     | RAM                       | Armazenamento interno                                                             | Traseira                                                                                      | Frontal                            | Bateria          | Inicial                | Atual                  |
| Modelo                                          | Data de lançamento | Tipo de tela                                 | Tamanho da tela | Resolução da tela                   | Suporte 5G | SoC                                                                                                  | GPU                     | RAM                       | Armazenamento interno                                                             | Câmera                                                                                        | Câmera                             | Bateria          | Sistema operacional    | Sistema operacional    |

### Redmi A
| Modelo                  | Codename         | Data de lançamento | Tipo de tela | Tamanho da tela | Resolução da tela          | Suporte 5G        | SoC                                      | GPU                     | RAM                 | Armazenamento interno | Câmera                | Câmera              | Bateria             | Sistema operacional   | Sistema operacional   |       |
| Modelo                  | Codename         | Data de lançamento | Tipo de tela | Tamanho da tela | Resolução da tela          | Suporte 5G        | SoC                                      | GPU                     | RAM                 | Armazenamento interno | Traseira              | Frontal             | Bateria             | Inicial               | Atual                 |       |
| ----------------------- | ---------------- | ------------------ | ------------ | --------------- | -------------------------- | ----------------- | ---------------------------------------- | ----------------------- | ------------------- | --------------------- | --------------------- | ------------------- | ------------------- | --------------------- | --------------------- | ----- |
| Redmi A1                | setembro de 2020 |                    | IPS LCD      | 6.52"           | 720 x 1600 (HD+, ~269 ppi) | Não               | Mediatek Helio A22 4x 2.0 GHz Cortex-A53 | PowerVR GE8300 @660 MHz | 2 GB 3 GB (LPDDR4X) | 32 GB (eMMC 5.1)      | 8 MP, f/2.0 + 0.08 MP | 5 MP, f/2.2         | 5000 mAh (Li-Po)    | Android 10 Android Go | Android 10 Android Go |       |
| Redmi A1+ Redmi A1 Plus | setembro de 2020 |                    | IPS LCD      | 6.52"           | 720 x 1600 (HD+, ~269 ppi) | Não               | Mediatek Helio A22 4x 2.0 GHz Cortex-A53 | PowerVR GE8300 @660 MHz | 2 GB 3 GB (LPDDR4X) | 32 GB (eMMC 5.1)      | 8 MP, f/2.0 + 0.08 MP | 5 MP, f/2.2         | 5000 mAh (Li-Po)    | Android 10 Android Go | Android 10 Android Go |       |
| Modelo                  | Codename         | Data de lançamento | Tipo de tela | Tamanho da tela | 720 x 1600 (HD+, ~269 ppi) | Resolução da tela | Suporte 5G                               | SoC                     | GPU                 | RAM                   | Armazenamento interno | Traseira            | Frontal             | Bateria               | Inicial               | Atual |
| Modelo                  | Codename         | Data de lançamento | Tipo de tela | Tamanho da tela | Câmera                     | Câmera            | Suporte 5G                               | SoC                     | GPU                 | RAM                   | Armazenamento interno | Sistema operacional | Sistema operacional | Bateria               |                       |       |

### Redmi Pad Series
| Modelo    | Codename | Data de lançamento       | Tipo de tela   | Tamanho da tela | Resolução da tela      | 5G support | SoC                                                              | GPU          | RAM                      | Armazenamento interno  | Câmera      | Câmera      | Bateria          | Sistema operacional  | Sistema operacional  |
| Modelo    | Codename | Data de lançamento       | Tipo de tela   | Tamanho da tela | Resolução da tela      | 5G support | SoC                                                              | GPU          | RAM                      | Armazenamento interno  | Traseira    | Frontal     | Bateria          | Inicial              | Atual                |
| --------- | -------- | ------------------------ | -------------- | --------------- | ---------------------- | ---------- | ---------------------------------------------------------------- | ------------ | ------------------------ | ---------------------- | ----------- | ----------- | ---------------- | -------------------- | -------------------- |
| Redmi Pad | yunluo   | outubro de 2022 (2 anos) | IPS LCD, 90 Hz | 10.61"          | 1200 x 2000 (~220 ppi) | N/A        | MediaTek Helio G99 2x 2.2 GHz Cortex-A76 + 6x 2.0 GHz Cortex-A55 | Mali-G57 MC2 | 3 GB 4 GB 6 GB (LPDDR4X) | 64 GB 128 GB (UFS 2.2) | 8 MP, f/2.0 | 8 MP, f/2.3 | 8000 mAh (Li-Po) | Android 12 (MIUI 13) | Android 12 (MIUI 13) |
| Modelo    | Codename | Data de lançamento       | Tipo de tela   | Tamanho da tela | Resolução da tela      | Suporte 5G | SoC                                                              | GPU          | RAM                      | Armazenamento interno  | Traseira    | Frontal     | Bateria          | Inicial              | Atual                |
| Modelo    | Codename | Data de lançamento       | Tipo de tela   | Tamanho da tela | Resolução da tela      | Suporte 5G | SoC                                                              | GPU          | RAM                      | Armazenamento interno  | Câmera      | Câmera      | Bateria          | Sistema operacional  | Sistema operacional  |